# Flórida
A Flórida (AFI: [ˈflɔɾidɐ]) ou Florida (em português europeu AFI: [fluˈɾidɐ]; em português brasileiro ou europeu AFI: [floˈridɐ]) é um dos 50 estados dos Estados Unidos, localizado na Região Sudeste do país. O estado é o mais meridional dos 48 estados da parte continental do país. A taxa de crescimento populacional da Flórida é a quinta maior entre os estados americanos.
A principal fonte de renda da Flórida é o turismo. O estado é conhecido mundialmente por suas diversas atrações turísticas, que atraem anualmente mais de 60 milhões de turistas, vindos de outros estados americanos e de outros países. Estas atrações incluem inúmeras praias, que aliados ao clima relativamente ameno o ano inteiro, atraem milhões de turistas americanos e canadenses no inverno, o Walt Disney World (muitas vezes chamada incorretamente de Disneylândia, uma vez que este termo se aplique ao parque temático da Disney em Anaheim, Califórnia), e o Centro de Lançamento de Cabo Canaveral. Outras fontes de renda importantes do estado são o cultivo de laranja — quase todo o suco de laranja americano é produzido na Flórida — finanças e a indústria aeroespacial.
A Flórida foi inicialmente explorada e colonizada pelos espanhóis, que a controlaram até 1819, quando foi comprada e anexada pelos Estados Unidos. A Flórida tornou-se o 27º estado americano em 3 de março de 1845. O estado separou-se dos Estados Unidos em 1861, juntando-se aos Estados Confederados da América. Após a derrota dos confederados na Guerra Civil Americana, em 1865, a Flórida foi readmitida como estado em 1868. Desde então, a população da Flórida começou a crescer consideravelmente, crescimento que continua até os dias atuais.

## Etimologia
O nome da península foi dado pelo conquistador espanhol Juan Ponce de León (1460–1521), que explorou a região em abril de 1513. Segundo a corrente mais difundida, o nome "Florida" (em castelhano, e também em português, cheio de flores) deve-se à riqueza da flora encontrada pelos exploradores. Todavia, é mais aceita entre os especialistas a hipótese que sustenta que o nome seria uma referência à Pascua Florida, outro nome pelo qual é conhecida a celebração cristã do Domingo de Ramos, que ocorria no mesmo período da chegada da expedição de Ponce de León.
Em português, José Pedro Machado aponta que a pronúncia com acentuação (proparoxítona) "Flórida" deve-se à influência da pronúncia da língua inglesa, diferente de "Florida", pronúncia original do castelhano e perfeitamente equivalente à pronúncia portuguesa do mesmo adjetivo (florida) que é, de facto, grave (paroxítona).

## História

### Até 1763

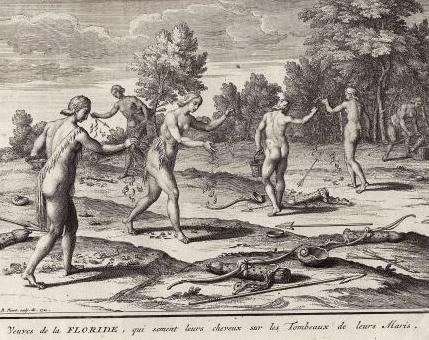
Gravura em placa de cobre "Cérémonies et Coutumes Religieuses de tous les Peuples du Monde" de 1721 por Bernard Picart representando os índios da Flórida.

Anteriormente à exploração e colonização europeia, tribos nativas americanas como os calusa e os tequesta já viviam na região, tendo habitado a região por vários milhares de anos. Eles pescavam e caçavam para sobreviver na área. Já os apeches faziam uso da pesca e da agricultura para alimentação.
O primeiro explorador europeu a explorar a região onde atualmente localiza-se o estado de Flórida foi Ponce de León, que desembarcou na Flórida em 1513, alguns dias após a Sexta-Feira Santa. Alguns historiadores dizem que León estava em busca de uma suposta "fonte da juventude", em uma ilha chamada Bimini, que supostamente estaria localizada ao norte de Cuba. León imediatamente reivindicou as terras em nome da Coroa espanhola, e nomeou a região de La Florida ("A Florida"), em honra à Pascua Florida, a expressão espanhola para Páscoa. Ele imediatamente voltou para a Espanha. A corte espanhola enviou León novamente à Flórida para iniciar a colonização da região, mas foi morto em uma batalha contra nativos calusas.
Posteriormente, em 1528, o espanhol Pánfilo de Narváez liderou uma expedição, composta por algumas centenas de soldados, no sul da Flórida. Narváez buscava por riquezas, tais como metais preciosos. Mas lutas constantes contra nativos indígenas, doenças, fome e tempestades acabaram matando todos os membros da expedição. Em 1539, o espanhol Hernando de Soto desembarcou na atual Baía de Tampa, e de lá, liderou uma expedição no sul dos Estados Unidos, alcançando o Rio Mississippi em 1541 — o primeiro europeu a fazer isto.

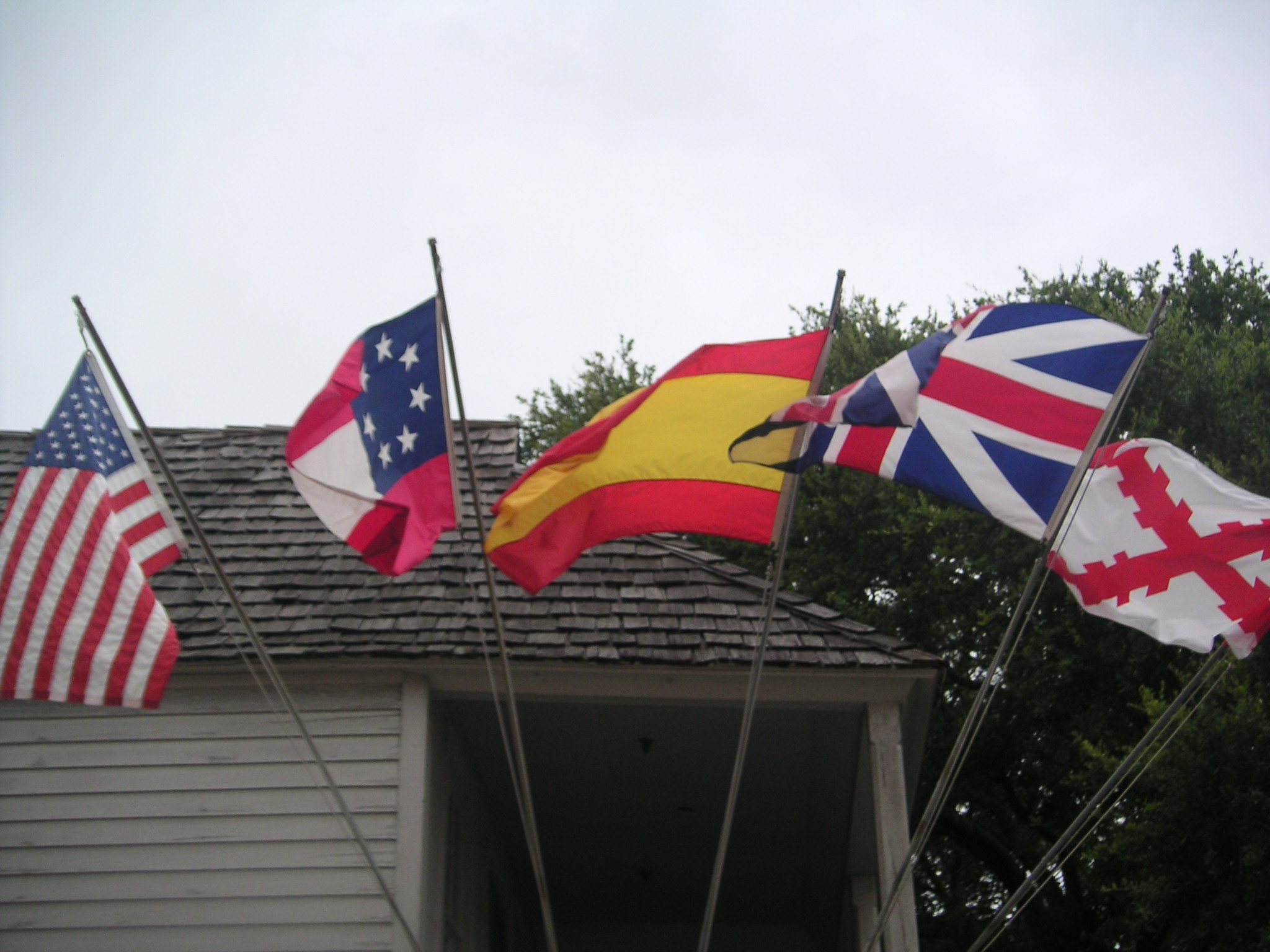
Vista das cinco bandeiras que estão alçadas em St. Augustine — o assentamento europeu nos Estados Unidos continental mais antigo da história do país — desde 1865: A bandeira dos Estados Unidos, a bandeira dos Estados Confederados da América, a bandeira da Espanha, a bandeira do Reino Unido e a Cruz de Burgúndia, símbolo real do Rei de Filipe I de Castela.

Os espanhóis passaram a iniciar seriamente a colonização da Flórida em torno da década de 1560 — ao saberem que franceses protestantes (chamados de huguenois) haviam fundado um assentamento próximo à atual Jacksonville. Soldados espanhóis liderados pelo capitão Pedro Hernández de Avilés também fundaram um, chamado Santo Augustine, o primeiro assentamento europeu permanente no atual território dos Estados Unidos. Os espanhóis destruíram as forças francesas, e os colonos franceses remanescentes foram obrigados a recuar.
Nos duzentos anos que se seguiram, os espanhóis colonizaram escassamente a região — somente o fazendo por causa de sua localização estratégica e como fonte de matérias-primas básicas à Espanha e suas colônias, uma vez que não dispunha de riquezas cobiçadas pelos espanhóis. Estes tentariam também assimilar os nativos indígenas à cultura europeia. Os franceses continuariam a colonizar terras à oeste da Flórida, através da colônia de Luisiana, então parte da Nova França. Enquanto isto, os ingleses e suas 13 colônias prosperavam e cresciam, logo ao norte da Flórida e à leste da Nova França. Com o início da Guerra Franco-Indígena, em meados da década de 1750, entre os franceses e os britânicos, a Espanha decidiu aliar-se à França. Porém, em 1762, os ingleses tomaram Cuba, que então, prosperava como uma grande produtora de cana de açúcar. No ano seguinte, com o fim da guerra, os espanhóis decidiram no Tratado de Paris por abrir mão da Flórida para retomar o controle de Cuba.

### 1763–1845

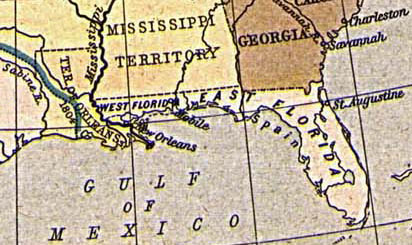
Flórida dividida entre Leste e Oeste em 1810.

O controle britânico sobre a Flórida durou 20 anos. Eles dividiram a colônia em duas, uma chamada Flórida Ocidental e outra Flórida Oriental. Com a Guerra da Independência dos Estados Unidos, os espanhóis acabaram se aliando aos colonos rebeldes, juntamente com a França e os Países Baixos, contra o Reino Unido. Os espanhóis invadiram a Flórida Ocidental em 1781, e o Reino Unido cedeu toda a Flórida para o Império Espanhol dois anos depois, após o fim da guerra.
Porém, as relações entre o Império Espanhol e o recém-formado Estados Unidos logo deterioraram-se. Vários assentadores americanos, seja legalmente ou ilegalmente, passaram a colonizar a região nordeste da Flórida. Uma rebelião de posseiros americanos em 1812 foi extinguida pelos espanhóis.
Depois disso ocorreram uma série de incidentes:
- em 1812 o presidente James Madison autorizou uma posse temporária da Ilha Amélia (Amelia Island), Fernandina e de outras partes do extremo nordeste da Flórida;
- em abril de 1813, o General James Wilkinson, com 600 soldados, autorizado pelo Congresso, tomou a Baía de Mobile e o território em disputa com a Flórida Ocidental até o Rio Perdido, a pequena guarnição espanhola não ofereceu resistência,[15] e, a partir de então o território tomado passou a fazer parte do Estado do Alabama;
- entre 7 e 9 de novembro de 1814 ocorreu a Batalha de Pensacola, na qual o General Andrew Jackson tomou Pensacola, no contexto da Guerra anglo-americana de 1812 pois o Império Espanhol permitirá aos britânicos o uso daquele porto;
- em 1816 ocorreu a destruição do Forte Negro, onde se abrigavam escravos negros fugitivos;[16]
- entre 1816 e 1818, os Estados Unidos voltaram a invadir o Norte da Flórida na primeira das Guerras Seminoles, em uma área ocupada pelos índios Seminole que era um refúgio para escravos fugitivos;
- em 1817 sob as ordens do presidente James Monroe, tropas expulsaram um grupo de contrabandistas, aventureiros e piratas da Ilha Amélia (Amelia Island) no nordeste da Flórida.

Pelos termos do Tratado de Adams-Onis, realizado em 1819, a Espanha vendeu a Flórida aos Estados Unidos.
A Flórida passou oficialmente ao controle americano em 1821, tornando-se um território dos Estados Unidos. No ano seguinte, o Congresso americano criou oficialmente o Território de Flórida, e William Dval tornou-se o primeiro governador da Flórida. Rapidamente, milhares de assentadores começaram a instalar-se na região, graças às suas ótimas condições climáticas e ao seu solo fértil, que permitia a cultivo de vários produtos agrícolas difíceis de cultivar-se em outros estados, tais como algodão, por exemplo, onde escravos faziam todo o trabalho pesado. A economia do território prosperou.
Este rápido assentamento americano encontrou finalmente um obstáculo: os nativos indígenas. Os nativos seminole viviam nas áreas cujo solo era o mais fértil do país. O governo americano ofereceu aos seminole terras localizadas à oeste do Rio Mississípi, sendo que alguns aceitaram a oferta, enquanto outros recusaram-se a sair da região, assim desencadeando a Segunda Guerra Seminole, que ocorreu entre 1835 a 1842, onde os seminoles foram derrotados e forçados a mudarem-se para reservas indígenas nos remotos territórios do oeste americano. Alguns destes indígenas conseguiram escapar, fugindo pelos pântanos da região, continuando a morar no território. A Terceira Guerra Seminole ocorreu entre 1855 e 1858, e resultou na migração dos grupos seminoles envolvidos na guerra para o oeste americano.
Em 1839, a Flórida pediu ao Congresso americano que fosse elevado ao posto de estado, como um estado escravista. A União, querendo um balanceamento entre o número de estados abolicionistas e de estados escravistas, esperou até 3 de março de 1845, quando a Flórida oficialmente tornou-se um estado dos Estados Unidos. No ano seguinte, Iowa também foi elevado à categoria de estado, como um estado abolicionista.

### 1845–1870

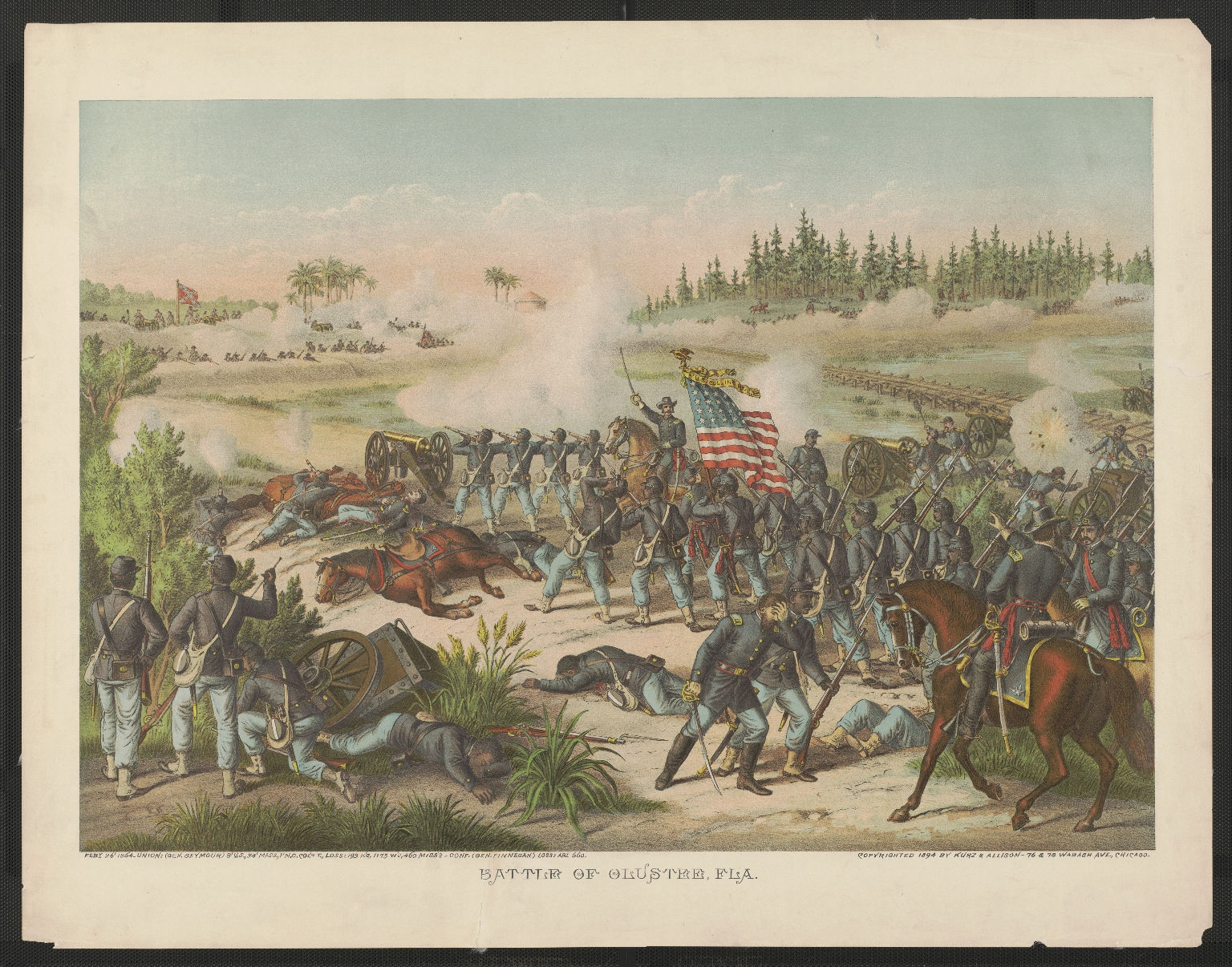
Batalha de Olustee durante a Guerra da Secessão em 1864.

Em 1860, Abraham Lincoln, um defensor do abolicionismo, foi eleito Presidente dos Estados Unidos. A Flórida e outros estados escravistas — cujas economias eram dependentes do trabalho escravo — decidiram separar-se da União — os Estados Unidos propriamente dito — e formar um novo país, os Estados Confederados. Em 10 de janeiro de 1861, a Flórida anunciou oficialmente sua secessão da União, logo juntando-se à Confederação. A Guerra Civil Americana logo teria início.
A Flórida, grande produtora de algodão, era uma das principais fontes de renda da Confederação — as indústrias têxteis de vários países europeus como a França e a Inglaterra dependiam do algodão americano, e a maioria deste algodão era produzido na Flórida. Porém, a União efetuou um imediato bloqueio por mar do Estado, assim impedindo quaisquer embarcações de ir ou sair de águas pertencentes à Confederação. Além disso, através de sucessivas invasões por mar, a União tomou controle de várias cidades costeiras da Flórida e de seus centros portuários. Porém, o interior da Flórida ainda permaneceria sob controle confederado — especialmente após a Batalha de Olustee, realizada em 20 de fevereiro de 1864, sendo a única grande batalha da guerra realizada no estado, onde tropas confederadas tiveram vitória contra forças unionistas. Na Batalha de Natural Bridge, os confederados conseguiram defender com sucesso a capital do Estado, Tallahassee. Esta e Austin, a capital do Texas, foram as únicas capitais de Estado confederado que não foram capturadas pela União até o fim da guerra.
Após o fim da guerra, em junho de 1865, todos Estados da confederação, incluindo a Flórida, foram ocupadas por forças americanas, sob a categoria de estados. A Florida, para ser readmitida novamente como Estado da União, aboliu oficialmente a escravidão, em 1866, e em 1868, o governo da Flórida garantiu direitos civis a todos cidadãos, assim sendo readmitida à União no mesmo ano.

### 1870–1950
A década de 1880 e de 1890 foram de grande prosperidade para a Flórida. Grandes depósitos de fosfato foram descobertos, parte dos grandes pântanos localizados no estado foram drenados (embora muitos continuem intactos até hoje) e uma grande malha ferroviária foi construída ao longo do estado. Além disso, vários fazendeiros da região notaram que as condições climáticas e do solo da região favoreciam o cultivo da laranja, então uma fruta cuja demanda estava em crescimento no país. A laranja foi cultivada em grandes números, a tal ponto que o estado foi ao longo da primeira metade do século XX a maior produtora de laranja do mundo. Além disso, o clima ameno e a geografia da região, com várias praias, favoreceu o crescimento do turismo, e hotéis passaram a ser construídos. O Estado tornou-se um dos principais polos turísticos do país.
Em 1906, os pântanos em torno de Fort Lauderdale foram drenados, dando espaço para o cultivo de plantações e a expansão da cidade — especialmente a construção de hotéis. O setor imobiliário do Estado, considerado uma máquina de gerar dinheiro no país, atraiu vários investidores imobiliários, ainda na década de 1900. A população do Estado cresceu drasticamente nas próximas duas décadas.
Este período de grande desenvolvimento econômico acabou repentinamente em 1926. Uma grande depressão econômica atingiu o estado, causando falência de empresas e desemprego. No mesmo ano e em 1928, dois furacões atingiram o Estado, matando várias centenas de pessoas. Apesar de que a economia da Flórida havia recuperado-se parcialmente entre 1926 a 1928, em 1929, a Grande Depressão atingiu em cheio todo o país, quebrando a já frágil e debilitada economia do Estado. Várias medidas tomadas a nível federal, governamental, municipal e privado ajudaram a combater os efeitos das depressões econômicas. Foram construídas fábricas de papel e à delimitação de reservas florestais. O estado e o país forneceram centenas de postos de trabalho nos setores de construção e de mineração, e ajudaram os fazendeiros a pagarem suas dívidas. A economia do Estado havia recuperado-se em grande parte em 1942, quando os Estados Unidos entraram oficialmente na Segunda Guerra Mundial — mesmo com a ocorrência de dois grandes furacões que devastaram muito do Estado em 1935 e em 1941.
Ao longo da segunda guerra mundial, a Flórida, por sua localização próxima ao Canal do Panamá e do Oceano Atlântico, tornou-se um estado vital, de grande importância estratégica, para a defesa do Hemisfério Ocidental. Várias bases aéreas, navais e terrestres foram construídas no estado.

### 1950–1970

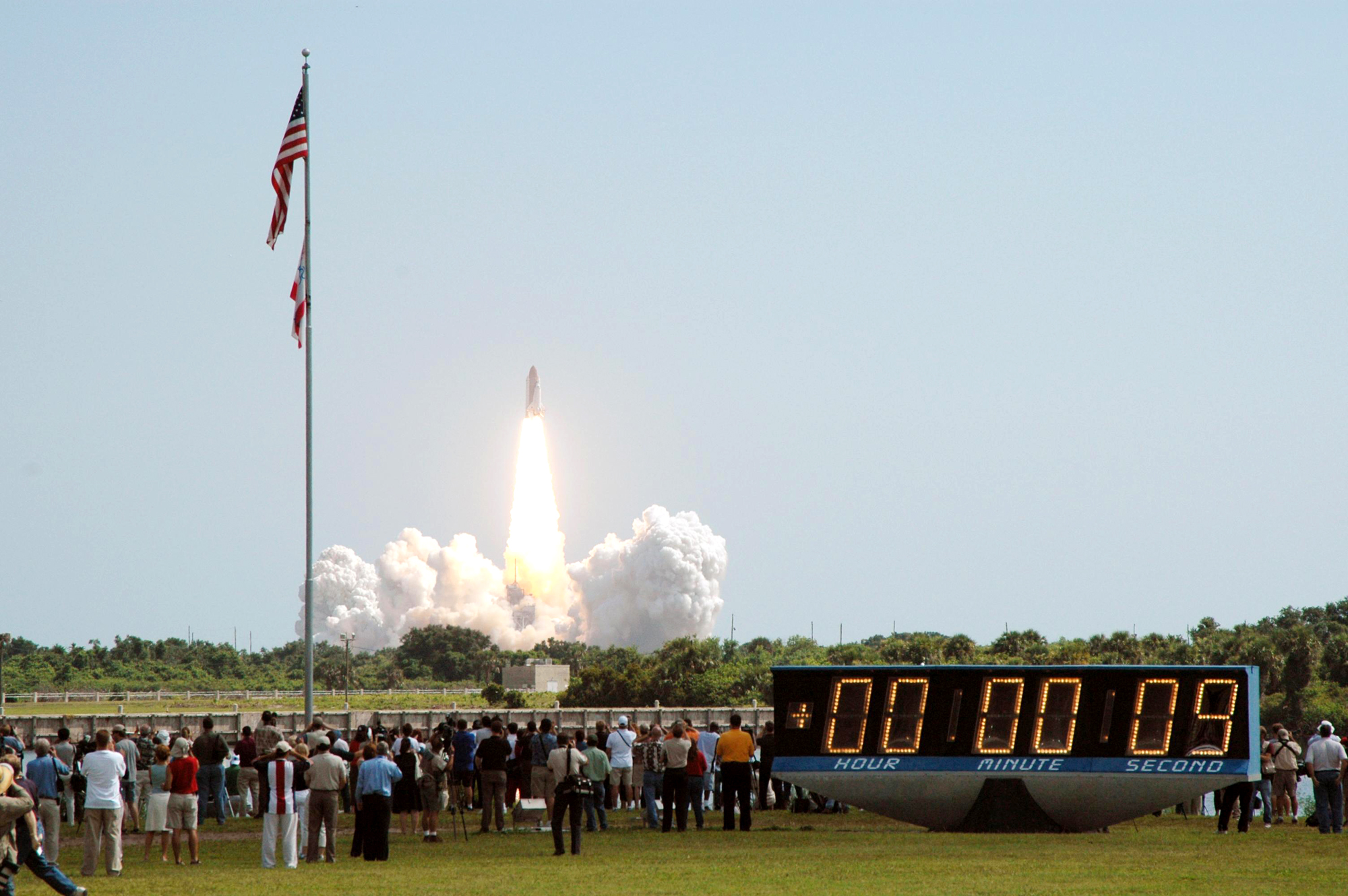
A localização meridional do estado propicia o lançamento de foguetes. Na fotografia, o lançamento do ônibus espacial Discovery no Centro Espacial John F. Kennedy.

Após o fim da guerra, a população da Flórida novamente entrou em um período de grande crescimento. O turismo tornou-se a principal fonte de renda do estado, nasce o parque Busch Gardens, que é uma divisão da Anheuser-Busch. O parque abriu a 31 de março de 1959, nessa altura os visitantes podiam ver vários animais no seu estado selvagem e entrar num parque da cerveja, e à saída recebiam uma de graça. A Flórida continuava a ser a maior produtora de laranjas do mundo, e a crescente indústria de manufatura — especialmente na fabricação de produtos químicos, eletrônicos e navios — tornaram a economia do estado forte e altamente diversificada. A população do estado passou a crescer bastante novamente, graças ao desempenho da economia estadual e do desenvolvimento do sistema rodoviário e da tecnologia da refrigeração, assim, atraído habitantes do norte em direção ao sul.
Dado à sua proximidade com a linha do Equador, a Flórida tornou-se o centro de lançamentos de foguetes dos Estados Unidos. O Cabo Canaveral, o ponto mais meridional dos Estados Unidos continental, foi escolhido como base de lançamentos de foguetes da NASA. Vários lançamentos-testes foram realizados entre 1949 até 1957. Lançamentos de destaque incluem o lançamento do primeiro satélite artificial americano em 1958, o primeiro voo espacial com um tripulante a bordo em 1961, e o primeiro voo espacial levando astronautas à lua, na famosa missão Apolo 11, em 1969. Ainda na década de 1960, a Cuba passou a ser um país comunista. Vários cubanos fugiram do país, instalando-se principalmente em Miami.
Como em vários estados americanos — especialmente nos estados sulistas — a Flórida era um Estado altamente segregacionista. Em 1954, a Suprema Corte dos Estados Unidos julgou inconstitucional a segregação de estudantes brancos e afro-americanos em escolas públicas. À época, a Flórida não permitia que estudantes brancos e afro-americanos estudassem em uma mesma escola. O processo de integração educacional foi muito lento, tendo terminado apenas no começo da década de 1970.
No fim da década de 1960, a Flórida iniciou um plano cujo objetivo era expandir o sistema de educação superior estadual, para atender às futuras demandas da indústria aeroespacial. Quatro universidades públicas, 15 novas faculdades públicas e várias instituições de educação superior privadas foram construídas. No início da década de 1970, outra faculdade e uma nova universidade foram inauguradas no Estado.

### 1970–Tempos atuais
A população da Flórida continuou a crescer muito durante a década de 1970 — entre 1970 e 1980, a população do estado cresceu em torno de 44%. O crescimento diminuiu entre 1980 e 1990, mas ainda assim permaneceu alta: 33%. Em 1971, a Walt Disney World Resort foi construída próxima à Orlando, o que estimulou bastante o crescimento da cidade, tornando-a o centro de maior crescimento econômico do estado durante a próxima década. Entre 1980 e 1986, o número de empregos no estado cresceu em torno de 25%, nos setores de manufatura, eletrônicos, turismo e finanças. O notável fortalecimento do setor financeiro no Estado tornou sua economia ainda mais diversificada.
Porém, o grande crescimento populacional — gerada, em grande parte, pela migração de porto riquenhos e pela imigração legal e ilegal de cubanos, haitianos e outros hispânicos — causou diversos problemas para o Estado. Entre 1970 até 2000, mais de cem mil cubanos e haitianos instalaram-se na Flórida. Muitos destes imigrantes não possuíam educação adequada, e a grande maioria deles passaram a viver na pobreza no país, causando problemas em setores públicos e privados como educação, saúde e abastecimento sanitário.
A drenagem de pântanos, construção de canais e o desvio de curso de rios passaram a encontrar maior resistência por parte de conservadores naturais. Em 1960, um canal foi construído para reduzir o curso do Rio Kissimmee ao lago Okeechobee. Isto, porém, aumentou a carga de algas microscópicas transportadas pelo rio, assim, ameaçando todo o ecossistema do lago. Em 1983, o governo do Estado decidiu retomar o Rio Kissimmee ao seu antigo curso. Obras tiveram início em 1989, e estão planejadas para terminarem somente em 2010.
Granizo e pestes como fungos e gafanhotos destruíram muito das plantações de laranja do Estado, entre 1982 a 1985. A Flórida perdeu seu posto de maior produtora de laranjas do mundo para o estado brasileiro de São Paulo. Mesmo assim, a Flórida continua a ser a maior produtora de laranjas na América do Norte, e a segunda maior produtora de laranjas do mundo.
A década de 1990 foi marcada por uma série de desastres naturais. Em 1992, o Furacão Andrew abateu-se sobre o Estado. Um dos maiores desastres naturais dos Estados Unidos, o furacão Andrew matou 54 pessoas, deixou 250 mil desabrigadas e causou cerca de 22 bilhões de USD em prejuízos. Em 1998, em um dos maiores incêndios florestais da história dos Estados Unidos, aproximadamente 200 mil hectares de florestas, fazendas e mesmo algumas áreas urbanas foram destruídas. Cerca de 370 casas e prédios foram destruídos, e foram necessários a ajuda de bombeiros vindos de 46 estados americanos para extinguir definitivamente estes incêndios.
Em 2000, a Flórida tornou-se foco das eleições presidenciais americanas de 2000. Foi aqui que foi decidido o presidente americano, o republicano George W. Bush. O outro candidato era o democrata Al Gore.
No verão de 2004, a Flórida novamente foi abatida por uma série de furacões — das quais a mais devastadora foi o Furacão Ivan. Esta série de furacões abalou seriamente a indústria do turismo do estado, e causou bilhões de USD em prejuízos e danos, além da morte de várias dezenas de pessoas. No mesmo ano, Mel Martinez tornou-se um dos políticos eleitos no Estado para atuarem no Senado dos Estados Unidos. Mel Martinez foi o primeiro hispânico eleito para atuar no Senado americano, juntamente com Ken Salazar, eleito no Colorado.

## Geografia

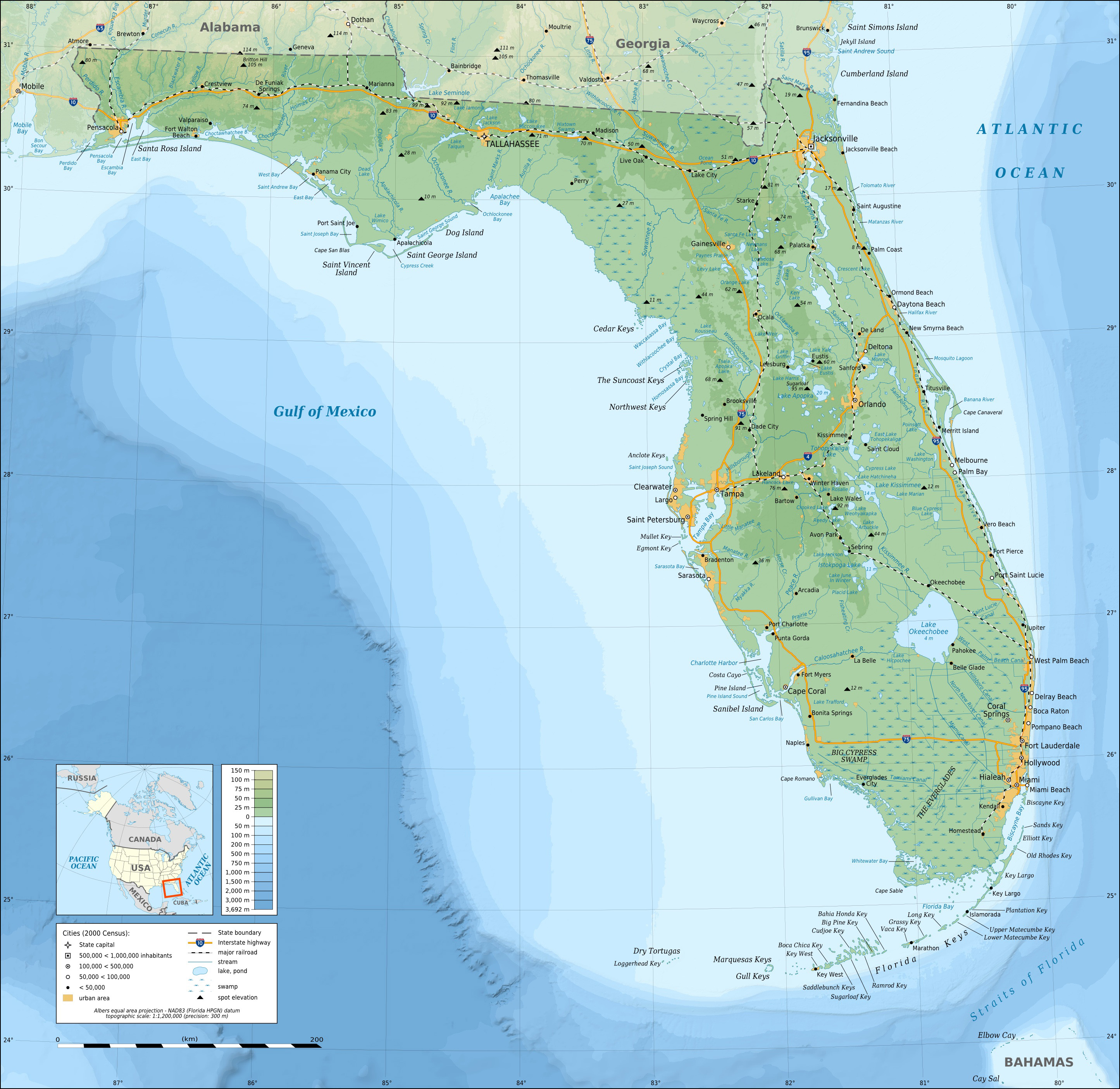
Mapa topográfico da Flórida.

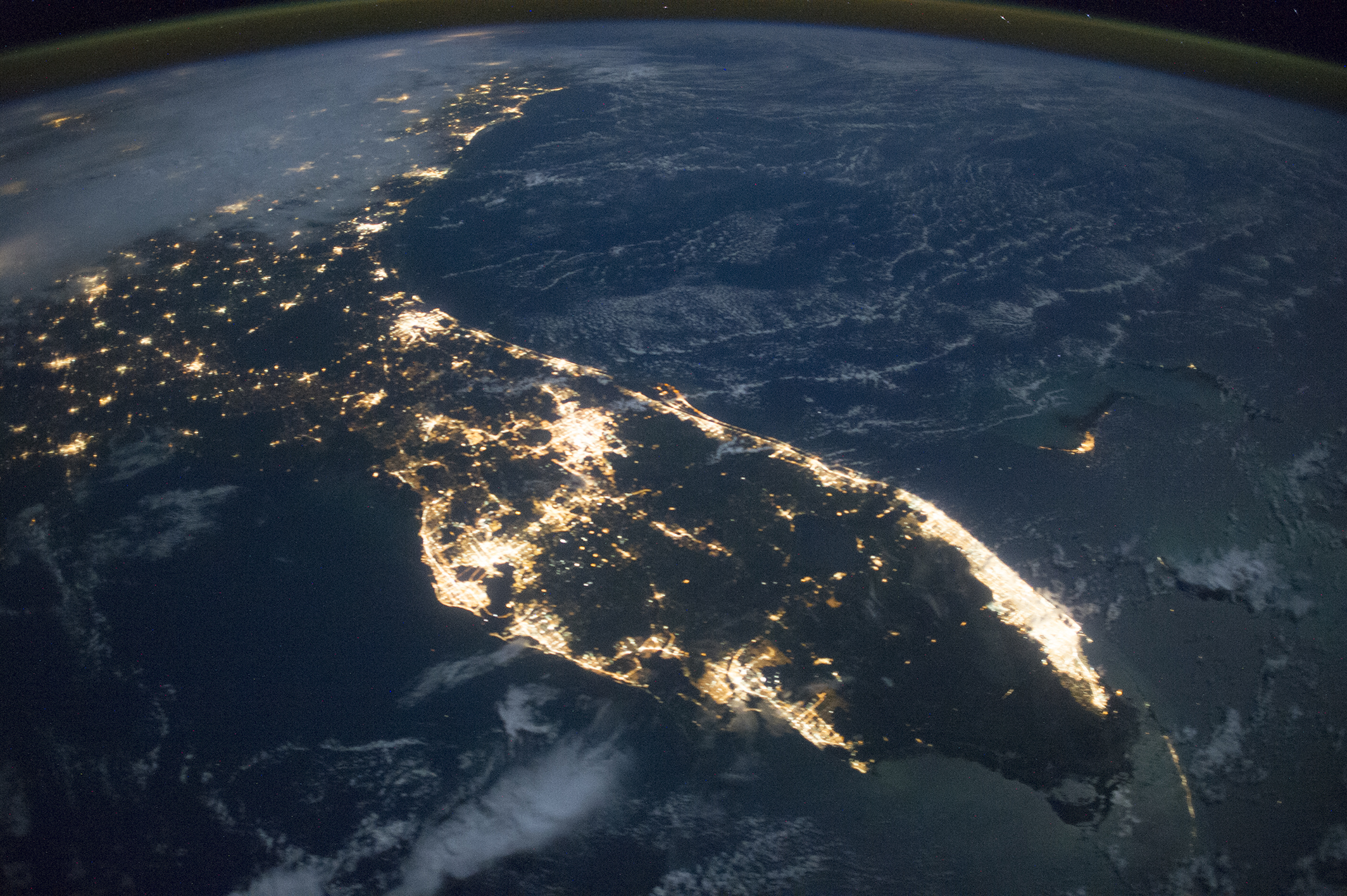
Flórida à noite vista da Estação Espacial Internacional

A Flórida é uma península, cercada em três lados — sul, leste e oeste — pelo Oceano Atlântico. A sul e a oeste, localiza-se o Golfo do México. A Flórida limita-se a norte com os estados americanos de Geórgia e Alabama, e a oeste com o Alabama. Vizinhos a sul incluem as Bahamas e Cuba. Com um pouco mais de 170 000 km², é o 22º maior estado americano em área do país.
A altitude da Flórida é baixa. Geograficamente, o Estado é dominado por grandes planícies. O ponto mais alto do Estado é Britton Hill, com seus 105 m de altura. Este monte é o menor ponto mais alto de qualquer Estado americano. A Flórida, juntamente com a Luisiana, é o Estado que possui a menor altitude média dos Estados Unidos: 30 m.
A Flórida é caracterizada pela grande presença de lagos e rios, que espalham-se por todo o estado. O Rio St. Johns é o rio mais longo do Estado, com seus 443 km de comprimento. O Lago Okeechobee é o maior lago do Estado, com seus 1 760 km². É também o quarto maior lago localizado totalmente dentro dos Estados Unidos (o maior é o Lago Michigan). A Flórida possui cerca de 30 mil lagos e laguinhos. Além disso, 17 grandes poços artesianos e várias centenas de pequenos poços espalham-se por todo o Estado. Um destes poços, o Wakulla Springs, possui uma profundidade de 56 m. As águas de alguns destes poços são tão claras que pode-se ver claramente o conteúdo do poço até uma profundidade de aproximadamente 25 m. Vários pântanos espalham-se pelo sul e pelo leste do Estado, onde crocodilos são muito comuns.

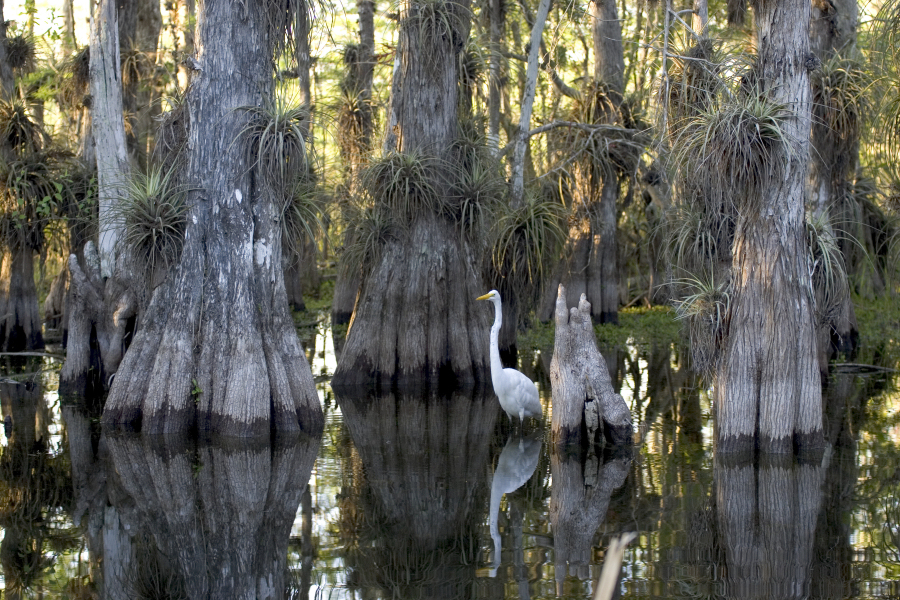
Parque Nacional Everglades.

O litoral da Flórida possui 2 173 km de extensão. O litoral do Estado ao longo do Golfo do México possui 1 240 km e 933 km ao longo do Oceano Atlântico. Contando-se todas as regiões banhadas pelo mar — baías, estuários e ilhas oceânicas — o total salta para 8 271 km, dos quais 5 361 km estão localizados ao longo do Golfo do México e 2 910 km ao longo do Oceano Atlântico. Quando o litoral formado por ilhas oceânicas e reentrâncias é contado, a Flórida possui o segundo litoral mais extenso do país, atrás apenas do Alasca.
A Flórida pode ser dividida em três distintas regiões geográficas:
- As Planícies Ocidentais da Costa do Golfo ocupa muito do litoral ocidental da Flórida. Está dividida em duas secções, com uma cobrindo a parte sul da província, e com a outra cobrindo o litoral do noroeste da Flórida. Caracteriza-se pela presença de presença de longas barreiras de ilhas ao longo do litoral e da grande presença de pântanos;
- O Planalto da Flórida ocupa a região central do Estado, esticando-se da região centro-oeste da península até o sul dos Estados de Alabama e de Geórgia. Caracteriza-se por possuir as altitudes mais altas do Estado — sua altitude média é de 80 m, sendo que o ponto mais alto do Estado, Britton Hill, com seus 105 m de altitude, localiza-se nesta região, no norte do Estado;
- As Planícies Costeiras do Atlântico ocupam toda a região oriental da Flórida. Caracteriza-se pela presença de longas barreiras de ilhas ao longo do litoral e da grande presença de pântanos — embora muito tenham sido drenadas para a construção de fazendas e cidades. Uma destas regiões pantanosas é a região do Everglades, que dá ao Estado o cognome de The Everglade State. A região mais meridional do país — o arquipélago de Florida Keys — localiza-se nesta região. As poucas diferenças entre as Planícies do Atlântico e as Planícies da Costa do Golfo são que a primeira cobre o litoral do Oceano Atlântico, e a segunda, o litoral do Golfo do México, a maior presença de lagos nas Planícies do Atlântico, e que os pântanos da última são muito maiores, mais profundas e mais úmidas do que os pântanos da Costa do Golfo. Os pântanos do Atlântico foram sensivelmente menos afetados pela presença humana dos que os pântanos da Costa do Golfo. A região pantanosa de Everglades, por exemplo, possui cerca de 7 112 km quadrados de extensão.

### Clima

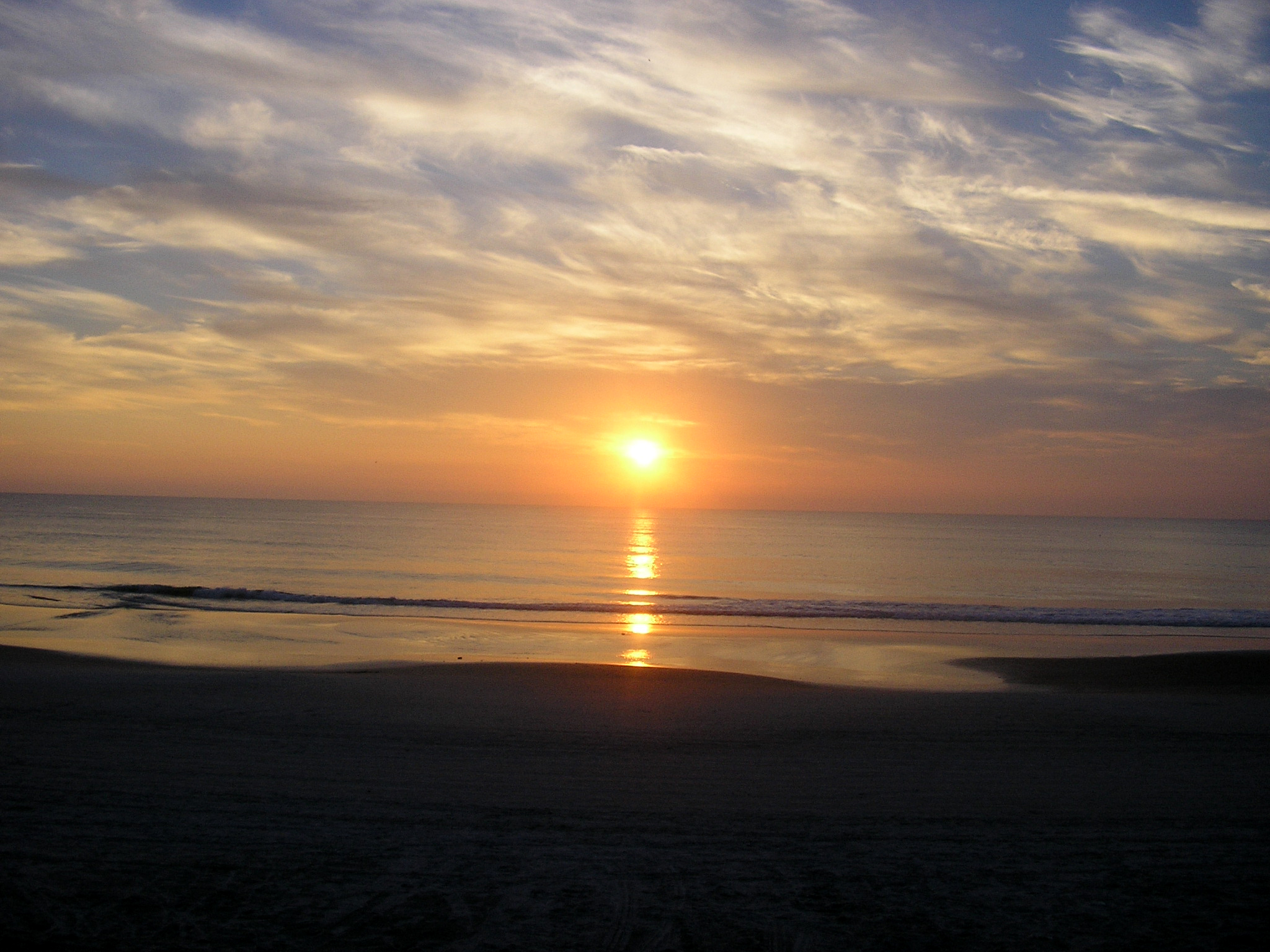
Vista do Sol em Daytona Beach. Os dias constantes de Sol fizeram com que o estado fosse apelidado de The Sunshine State.

O clima da Flórida é amenizada pela sua proximidade a grandes corpos de água — o estado é cercado pelo Oceano Atlântico por três lados. A maior parte do Estado possui um clima subtropical, com o extremo sul do estado possuindo um clima tropical. A Flórida possui em média cerca de 300 dias de sol anualmente — daí a origem de um de seus cognomes, The Sunshine State (O Estado do Brilho do Sol). As estações do ano no Estado são muitas vezes apelidadas de "quente e mais quente", mas atualmente mais determinada pela precipitação do que pela temperatura. A Flórida possui duas estações definidas: invernos relativamente secos e amenos, e verões quentes e úmidos. A quente corrente do Golfo possui um efeito moderador no estado, nos dias de inverno, e aumentando as temperaturas do estado nos dias de verão. Temperaturas máximas geralmente superam os 35 °C, e muitas vezes, superam os 40 °C, quando o efeito da umidade do ar é contada.
Durante todo o ano, as temperaturas médias caem à medida que se viaja em direção ao norte. No inverno, a temperatura média no sul do Estado é de 18 °C, na região central, de 15 °C, e no norte, de 12 °C. A média das mínimas é de 14 °C no sul e de 6 °C no norte; e a média das máximas é de 24 °C no sul e de 18 °C no norte. A temperatura mais baixa já registrada na Flórida é de -19 °C, registrada em Tallahassee, em 13 de fevereiro de 1899. Porém, as temperaturas raramente caem abaixo de 0 °C, mesmo no norte, e muitas vezes superam os 28 °C. No verão, a temperatura média no sul é de 29 °C, de 28 °C na região central e de 27 °C no norte. A média das mínimas é de 24 °C no sul e de 21 °C no norte, e a média das máximas é de 32 °C no sul e de 33 °C no norte. A temperatura mais alta já registrada no Estado é de 43 °C, registrada em Monticello, em 29 de junho de 1931. A taxa de precipitação média anual de chuva na Flórida é de 137 cm. Neve é extremamente rara no Estado.

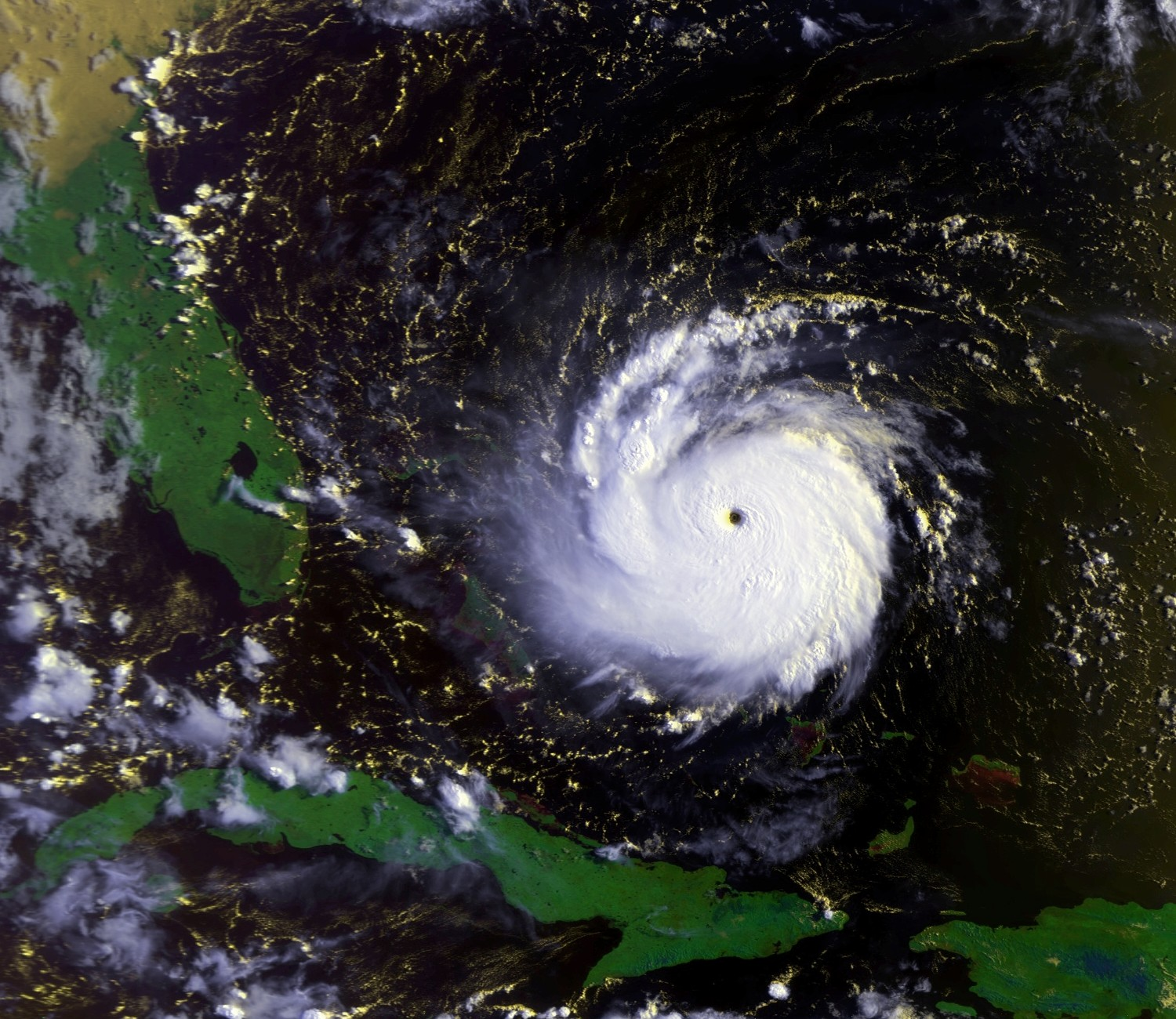
Imagem de satélite do Furacão Andrew se aproximando da costa da Flórida em 23 de agosto de 1992. A Flórida é atingida, em média, uma vez por ano por furacões.

Apesar de seu apelido Sunshine State (estado do brilho do Sol), tempo severo é uma ocorrência comum em Flórida. A Flórida é o estado americano com a maior precipitação média anual do país, por causa das tempestades que costumam ocorrer na tarde do dia, nos dias de primavera, verão e outono do estado. Estas tempestades podem ocorrer repentinamente, mesmo em um dia muito ensolarado. O contrário também vale, e muitas vezes, um dia, após uma tempestade, pode voltar a ter um dia ensolarado. Estas tempestades são causadas pelas correntes de ar do Golfo do México e do Oceano Atlântico, que colidem sobre a península, trazendo chuva, granizo e tempestades, muitas vezes de forma repentina, bem como ventos e às vezes tornados. A Flórida é o estado mais atingido por raios do que qualquer outro estado americano, e também possui mais tornados por quilômetro quadrado, embora os tornados que ocorrem na Flórida raramente sejam tão grandes quanto aqueles que ocorrem no interior e nas Grandes Planícies dos Estados Unidos.

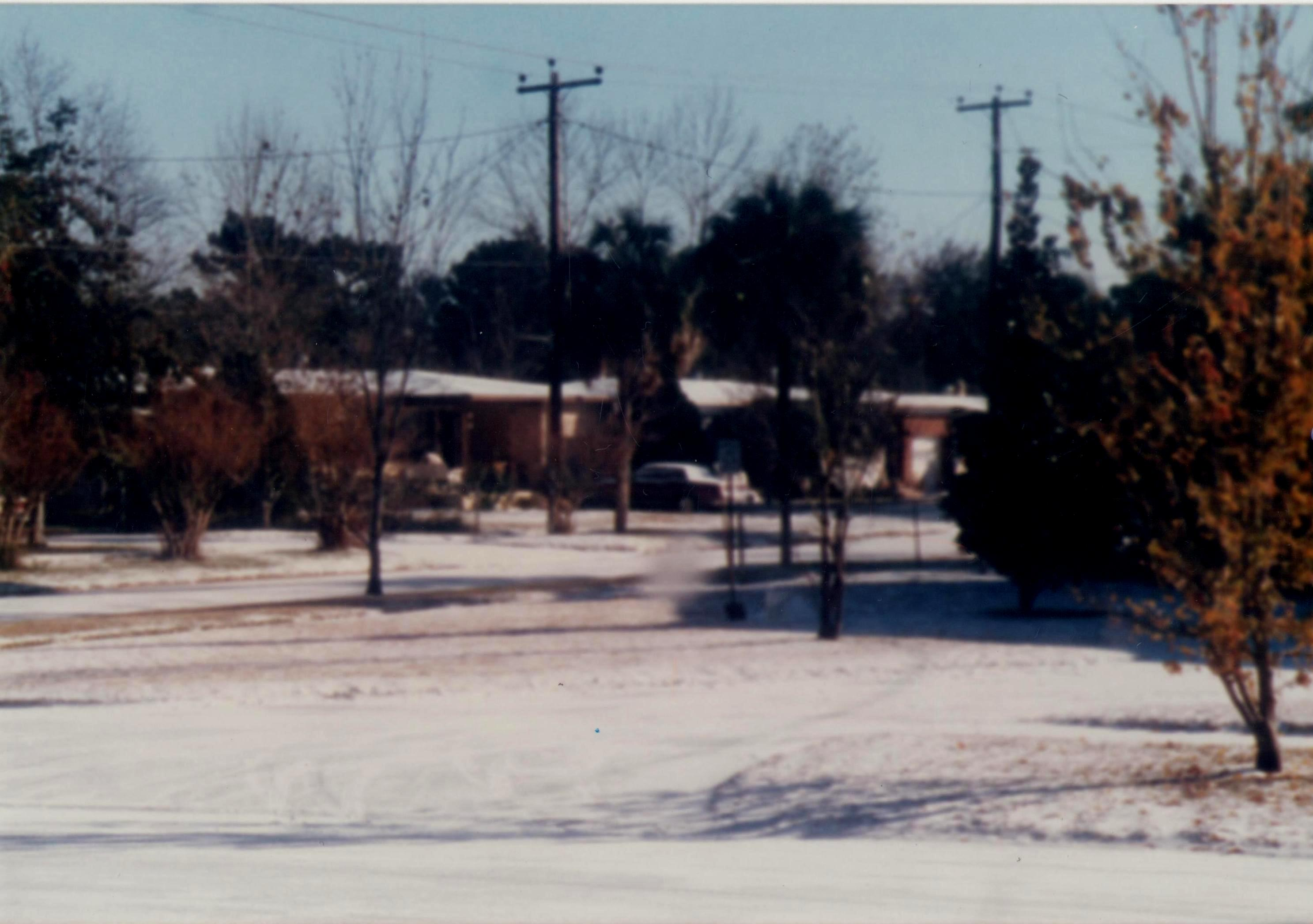
Neve em Jacksonville no inverno de 1989.

Neve é uma rara ocorrência climática na Flórida. Em 1899, o estado foi atingido por uma tempestade de gelo, possivelmente pela primeira vez na história do estado. Esta tempestade também registrou as temperaturas mais baixas já registradas na história do estado: -19 °C, em 13 de fevereiro, em Tallahassee. A maior precipitação de neve da história do estado aconteceu em fevereiro de 1978, quando a neve caiu em várias partes do estado em diferentes ocasiões do mês, estendendo-se até o extremo sul do estado. Foi nesta ocasião que neve caiu em Miami, pela primeira e única vez na história da cidade.
Furacões representam uma grave ameaça todos os anos, de 1º de junho a 30 de novembro, especialmente de agosto a outubro, coincidindo com o verão e o outono. A Flórida é o estado mais propenso a furacões, com águas subtropicais ou tropicais em um extenso litoral. Das tempestades de categoria 4 ou superior que atingiram os Estados Unidos, 83% atingiram a Flórida ou o Texas. De 1851 a 2006, a Flórida foi atingida por 114 furacões, 37 deles de grande porte — categoria 3 ou superior. É muito raro que haja um verão ou outono sem que o estado seja impactado por pelo menos uma tempestade tropical.
A Flórida viu grande destruição em 2004, quando foi atingida por um recorde de quatro furacões. O furacão Charley atingiu o Estado em 13 de agosto, Frances em 4 de setembro, Ivan (o mais destrutivo dos quatro) em 16 de setembro e Jeanne em 25 e 26 de setembro. Os quatro causaram juntos um prejuízo de US$ 42 bilhões para o Estado. Em 2005, o furacão Dennis tornou-se o quinto furacão a abater a Flórida em apenas 11 meses, em 10 de julho. Já o furacão Andrew, que abateu a Flórida em 12 de agosto, foi o desastre natural que causou a maior destruição em apenas uma única ocorrência: um total de US$ 25 bilhões em prejuízos. Em sua história, vários furacões atingiram o estado, e muitos continuarão a ocorrer e causar danos e prejuízos ao estado.

## Demografia

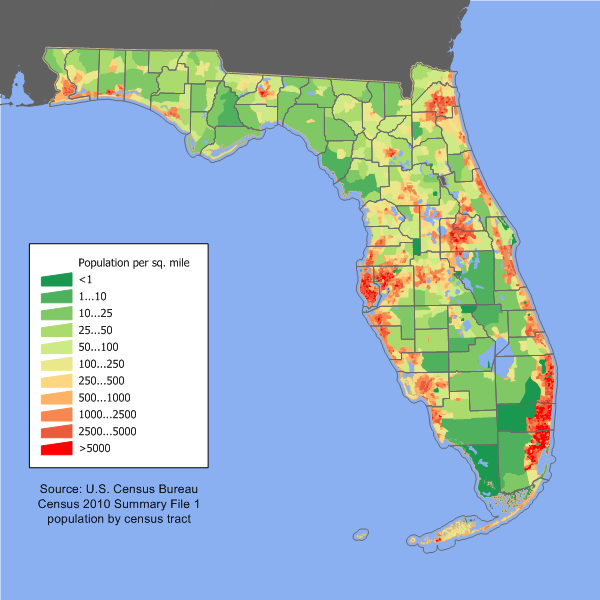
Distribuição da densidade populacional da Flórida.

O censo nacional, de 2000, estimou a população do estado em 15 982 378 habitantes, um crescimento de 24% em relação à população do estado em 1990, de 13 003 362 habitantes. Apenas o Nevada, Arizona, Utah e a Geórgia tiveram maior crescimento populacional. Uma estimativa realizada em 2005 estima a população do Estado em 17 789 864 habitantes, um crescimento de 36,8% em relação à população do estado em 1990, de 11,3%, em relação à população do Estado em 2000, e de 2,3% em relação à população estimada em 2004.
O crescimento populacional natural da Flórida entre 2000 e 2005 foi de 246 058 habitantes — 1 115 565 nascimentos menos 869 507 óbitos — o crescimento populacional causado pela imigração foi de 528 085 habitantes, enquanto a migração interestadual resultou no ganho de 1 057 619 habitantes. Entre 2000 e 2005, a população da Flórida cresceu 1 807 486 habitantes, e entre 2004 e 2005, em 404 434 habitantes. Seu centro populacional localiza-se no condado de Polk, na cidade de Lake Wales.

### Raça e etnias
Composição racial da população da Flórida:
- 65,4% Brancos
- 16,8% Hispânicos
- 14,6% Afro-americanos
- 1,7% Asiáticos
- 0,3% Nativos americanos
- 2,4% Duas ou mais raças

Os maiores grupos étnicos da Flórida são alemães (que compõem 11,8% da população do Estado), irlandeses (10,3%), ingleses (9,2%), americanos (8%), italianos (6,3%), franceses (2,7%) e escoceses (1,8%).
Afro-americanos compunham aproximadamente metade da população do estado durante a época da escravidão (nos anos que precederam a Guerra Civil Americana). Após o fim da guerra civil, em 1865, muitos afro-americanos moveram-se em direção ao norte americano, enquanto grandes números de brancos se instalaram no Estado, diminuindo a proporção da população afro-americana na população do Estado. Atualmente, afro-americanos possuem maior presença no norte e nas cidades de Jacksonville e Fort Lauderdale. Nortistas que migraram para o Estado são mais comuns no oeste, especialmente nos subúrbios de Tampa.
Habitantes de ascendência britânica dominam o sul e o interior do norte do Estado. A grande comunidade hispânica do estado consiste particularmente de cubanos em Miami, porto-riquenhos em Tampa e em Orlando e trabalhadores agrários mexicanos no sul do estado.

### Idiomas
Segundo o censo nacional de 2000, 76,9% da população da Flórida com cinco anos ou mais de idade possuem o inglês como idioma materno, e 16,5% possuem o espanhol como idioma materno. O francês é o terceiro idioma mais falado no Estado, falado por 2,2% da população, seguido pelo alemão e pelo italiano, com 0,6% e 0,4%, respectivamente.

### Religião
Religião na Flórida (2014)
A Flórida é principalmente cristã, embora haja uma grande comunidade judaica e irreligiosa significativa. Os Protestantes representam quase metade da população, mas a Igreja Católica é a maior denominação única no estado, principalmente devido à sua grande população hispânica e outros grupos como os haitianos. Os protestantes são muito diversos, embora batistas, metodistas, pentecostais e protestantes não denominacionais sejam os maiores grupos. Também existe uma comunidade judaica considerável no sul da Flórida. Esta é a maior população judaica no sul dos EUA e a terceira maior nos EUA, atrás das do Estado de Nova York e Califórnia.

### Principais cidades
População área urbana > 5 milhões de habitantes
- Miami-Ft.Lauderdale

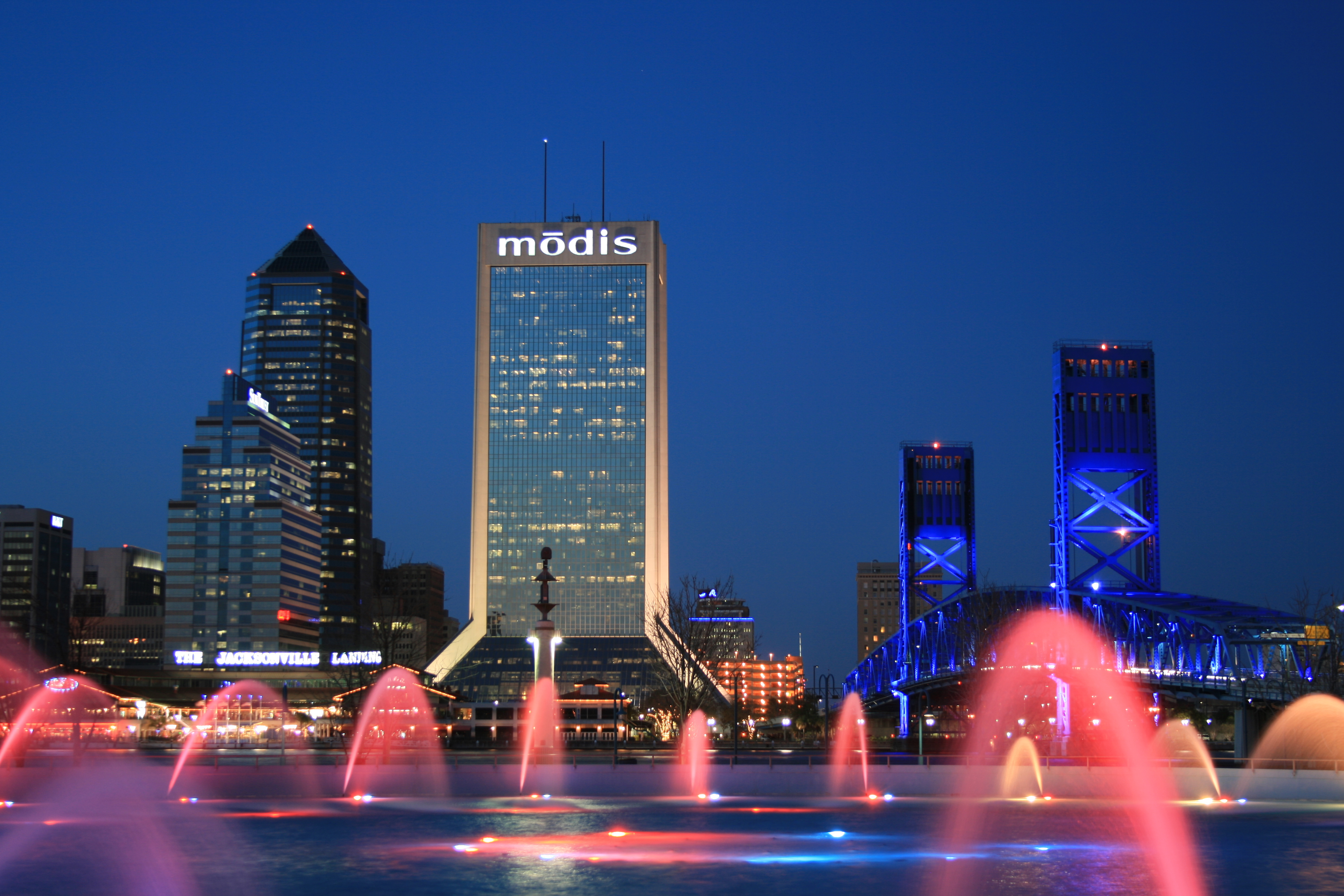
Jacksonville.

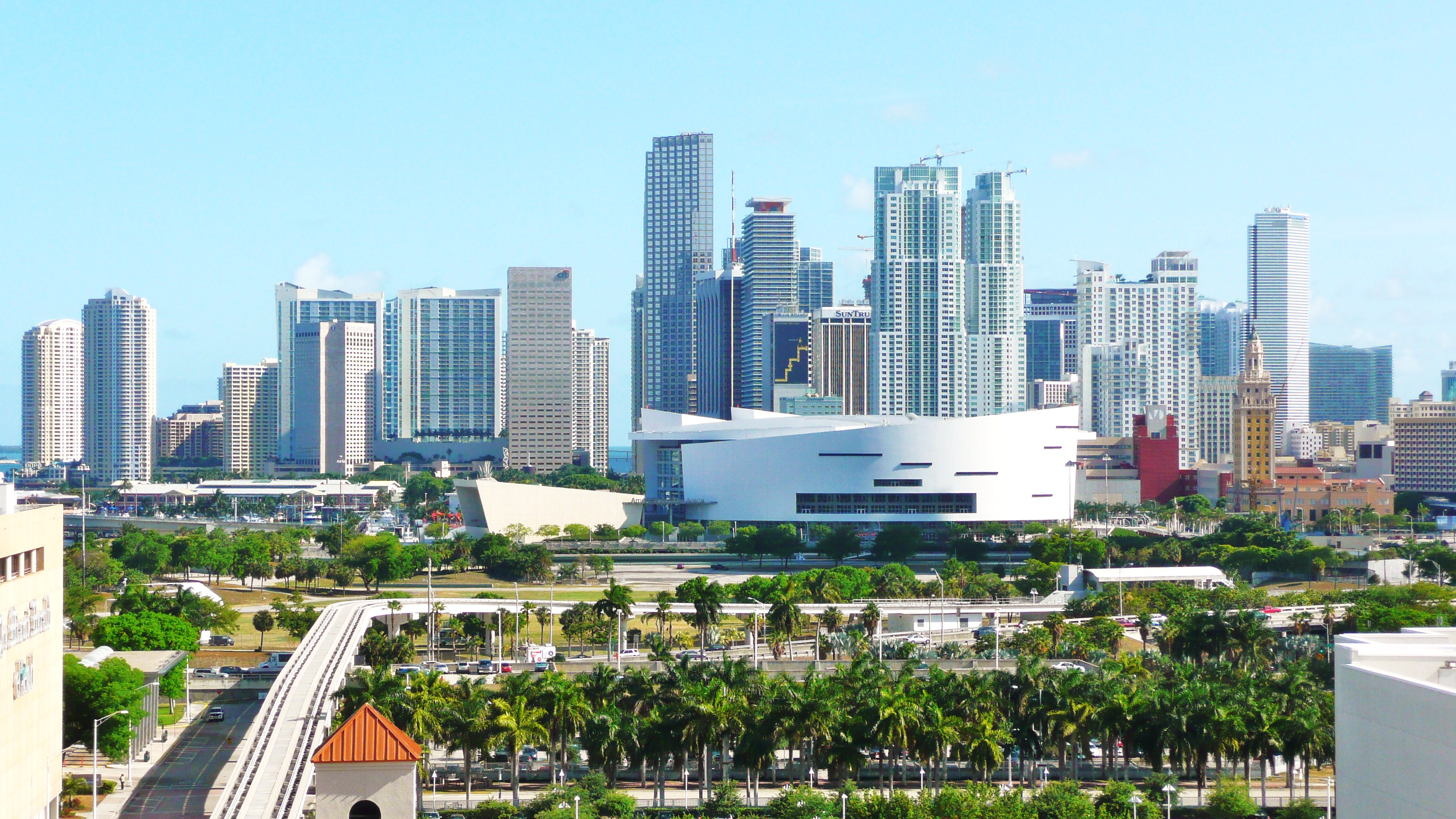
Miami.

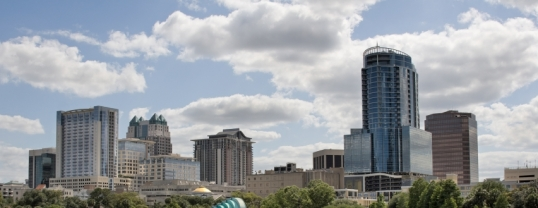
Orlando.

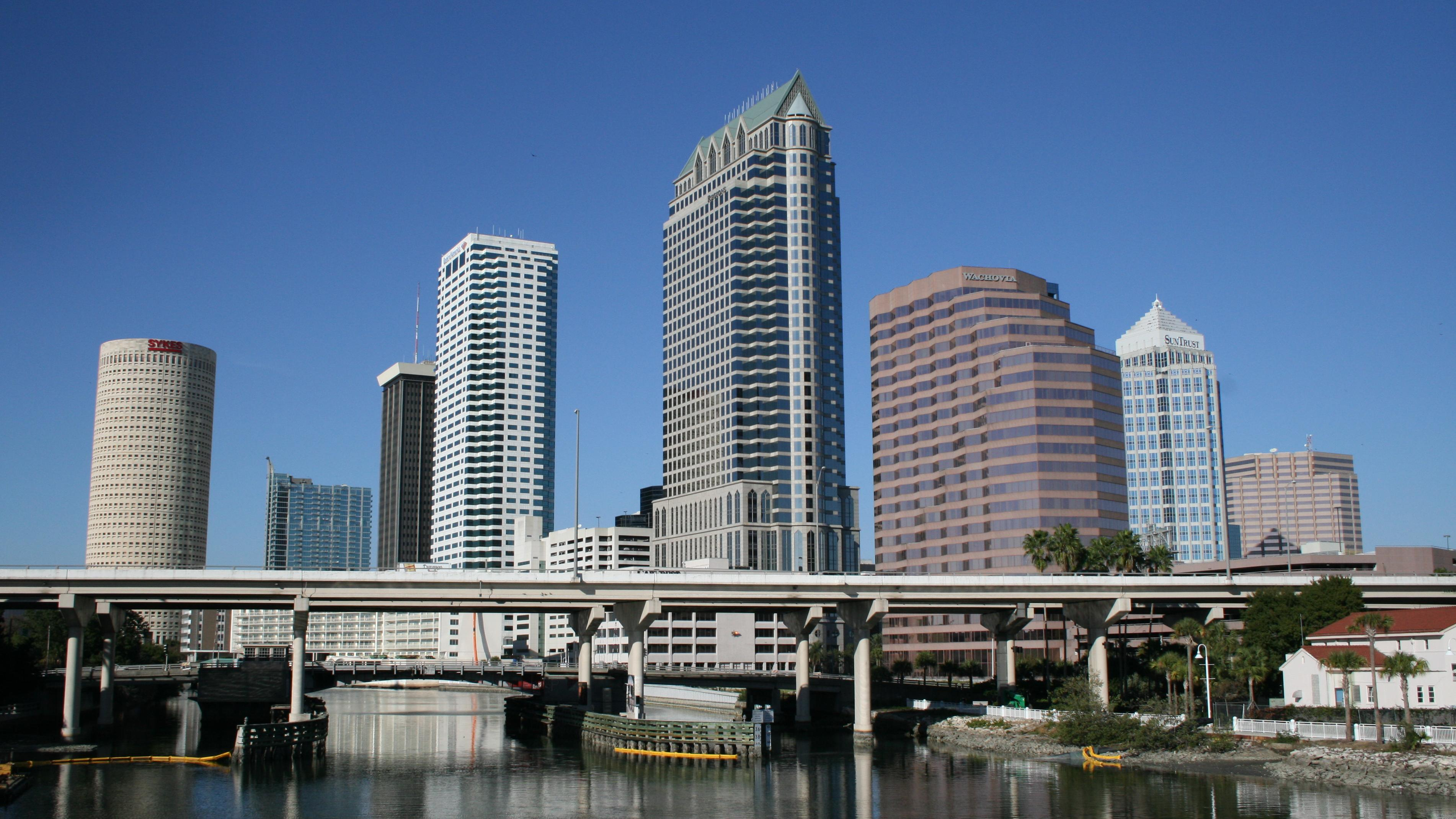
Tampa.

População área urbana > 2,5 milhão de habitantes
- Tampa-St. Petersburg

População área urbana > 1 milhão de habitantes
- Jacksonville
- Orlando
- West Palm Beach

População área urbana > 400 mil habitantes
- Sarasota-Bradenton
- Lakeland
- Melbourne-Titusville
- Cape Coral-Fort Myers-Naples
- Daytona Beach
- Port Saint Lucie-Fort Pierce-Stuart
- Pensacola

População de cidade > 200 mil habitantes
- Jacksonville
- Miami
- Tampa
- São Petersburgo
- Hialeah
- Orlando

## Política

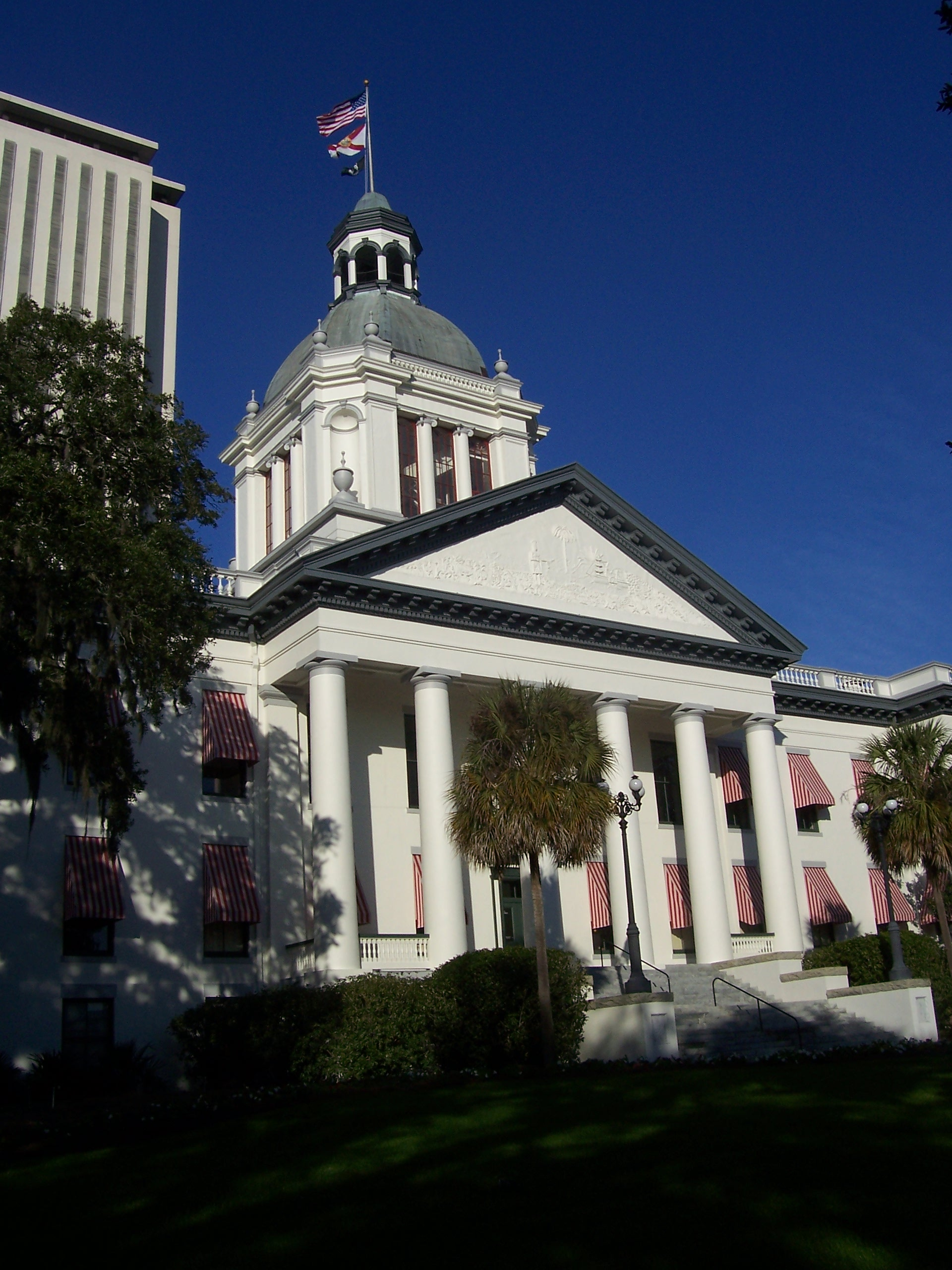
Capitólio Estadual da Flórida em Tallahassee.

A atual Constituição da Flórida entrou em efeito em 1969. Outras Constituições mais antigas entraram em efeito em 1839, 1861, 1865, 1868 e 1867. Emendas à Constituição são propostas pelo Poder Legislativo da Flórida, e para ser aprovada, precisa ser aprovada por ao menos 51% do Senado e da Câmara dos Representantes do estado, em duas votações sucessivas, e então por 51% ou mais da população eleitoral da Flórida, em um referendo. A população do Estado também pode propor emendas à Constituição através de abaixo-assinados, onde são necessários a assinatura de um certo número de votantes — que depende da emenda a ser realizada. Caso este abaixo-assinado alcance seu mínimo de assinaturas, para então ser revisada pelo Legislativo. Então, um referendo é realizado, onde a emenda a ser realizada precisa receber o apoio de ao menos 51% dos votantes. Se esta emenda é aprovada por 51% ou mais dos votantes no referendo, a emenda é automaticamente aprovada. Emendas também podem ser propostas e introduzidas por convenções constitucionais, que precisam receber ao menos a aprovação de 67% dos votos de ambas as câmeras do Poder Legislativo e 51% dos eleitores do Estado em um referendo.
O Poder Executivo consiste no governador e pelo tenente-governador, que são eleitos pela população, para termos de ofício de até quatro anos de duração. Eles podem exercerem o ofício quantas vezes quiserem, contudo, não podem cumprir três ou mais termos de ofício seguidos, embora três ou mais termos são possíveis caso haja um espaçamento de ao menos um termo (quatro anos) entre diferentes termos. O governador da Flórida escolhe os oficiais do gabinete, oficiais que presidem setores públicos tais como transporte e educação, por exemplo. O termo destes oficiais não pode exceder 8 anos seguidos, embora possam cumprir 9 anos ou mais caso haja uma pausa entre diferentes termos.
O Poder Legislativo da Flórida é constituído pelo Senado e pela Câmara dos Representantes. O Senado é composto de 40 membros, enquanto a Câmara dos Representantes é composta por 120 membros. Os termos dos senadores são de quatro anos e os termos dos representantes são de dois anos. Tanto os senadores quanto os representantes não podem cumprir termos seguidos que excedam oito anos de duração. O Poder Legislativo possui reuniões regulares durante 60 dias, nos meses de primavera — começando a partir da primeira segunda-feira de março. Outras sessões especiais podem ser convocadas pelo governador, por um acordo mútuo entre os líderes da Câmera do Senado e da Câmera dos Representantes, ou caso três quintos dos membros do Poder Legislativo queiram esta sessão especial. Nestas sessões — tanto nas especiais quanto nas regulares — o governo discute a criação de leis e modificações de leis já existentes, bem como possíveis modificações à atual constituição.
A maior corte do Poder Judiciário da Flórida é a Suprema Corte de Flórida. Todos os juízes desta Corte são escolhidos pelo governador do Estado, para termos de ofício de até seis anos de duração. O Estado, além disso, possui 67 cortes regionais (County Courts), espalhadas pelos diferentes condados do Estado, e 20 cortes primárias (Circuit Courts), bem como cinco cortes de distrito (District Court). Os juízes das cortes primárias e das cortes distritais são escolhidos pelo governador para mandatos de 6 anos de duração, e os juízes das cortes regionais, para mandatos de até quatro anos de duração.
A Flórida está dividida em 67 condados diferentes. A maioria destes 67 condados são governados por um conselho formado por cinco membros, um de cada um dos cinco distritos na qual tais condados geralmente são divididos. Os eleitores em um dado condado escolhem um habitante de cada distrito para atuarem na comissão do condado. Alguns condados também possuem outros oficiais extras. Em todo caso, todos os membros do conselho do condado servem a termos de ofício cuja duração é de quatro anos de duração. Os membros de tais conselhos escolhem um administrador, que preside sob o conselho.
Impostos estaduais geram cerca de 60% de toda a receita do orçamento anual da Flórida, 30% da receita vem através de verbas fornecidas pelo governo federal, e cerca de 10% é emprestado. Um imposto geral, que vale para todos os produtos vendidos no mercado (6,5% do valor do produto vendido), é responsável sozinha por 26% do faturamento anual do Estado. Condados e municípios também podem impor impostos para produtos, de até 0,5% do valor do produto vendido. Outros impostos incluem impostos sobre gasolina, licenças de veículos e propriedade. A Flórida é um dos nove Estados americanos que não cobram imposto de renda de seus habitantes.
Em 2002, o governo do Estado gastou 51,834 bilhões de USD, tendo gerado 47,890 bilhões de USD. A dívida governamental da Flórida é de 20,266 bilhões de USD. A dívida per capita é de 1 214 USD, o valor dos impostos estaduais per capita é de 1 519 USD, e o valor dos gastos governamentais per capita é de 3 105 USD.

## Economia

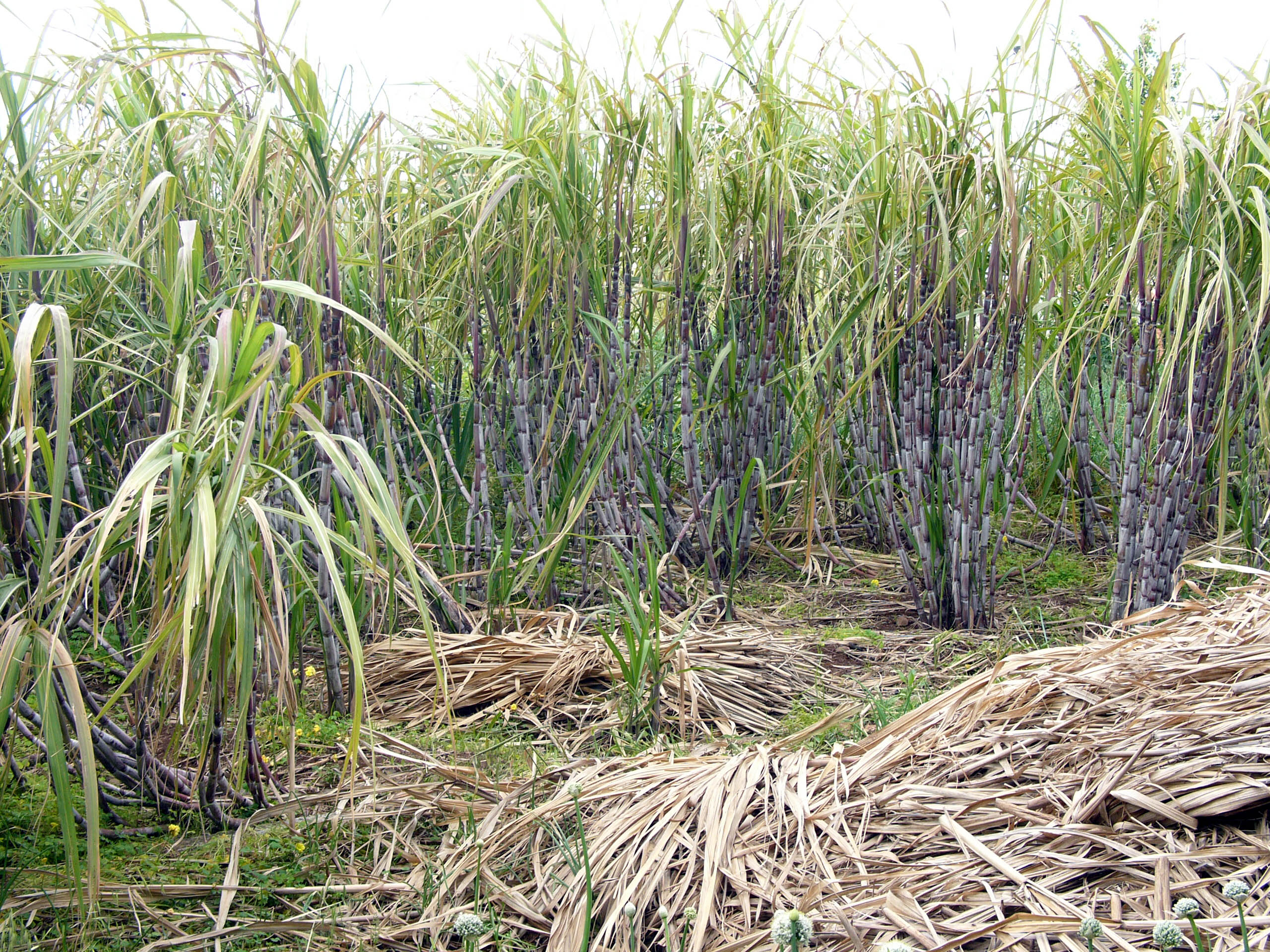
O sul da Flórida tem o clima ideal para o cultivo de cana-de-açúcar.

A economia da Flórida é uma das maiores e em mais rápido crescimento de todo os Estados Unidos. Várias empresas instalaram-se no Estado por causa do clima da região e dos baixos impostos comerciais. O turismo e a agricultura, além de um forte setor industrial de manufatura, tornam a economia do estado forte e diversificada. Em 2003, o produto interno bruto do Estado foi de 734,5 bilhões de USD (a quarta mais alta dos Estados Unidos), e a renda per capita, de 30 098 USD. A taxa de desemprego da Flórida é de 4,8%.
O setor primário responde por 2% do PIB da Flórida. A agricultura e a agropecuária respondem juntas por 1,9% do PIB do Estado, e empregam cerca de 262 mil pessoas. Os principais produtos produzidos pela indústria agropecuária do Estado são laranjas — a Flórida é facilmente o maior produtor nacional, e o segundo maior produtor mundial, perdendo apenas para o Estado brasileiro de São Paulo — algodão, cana de açúcar, tomates, batatas, e carne e leite bovino. Outros produtos importantes são o tomate, a cana de açúcar e a soja. A Flórida possui cerca de 45 mil fazendas, que cobrem cerca de 45% do Estado. A pesca e a silvicultura respondem juntas por 0,1% do PIB do Estado, empregando cerca de sete mil pessoas.

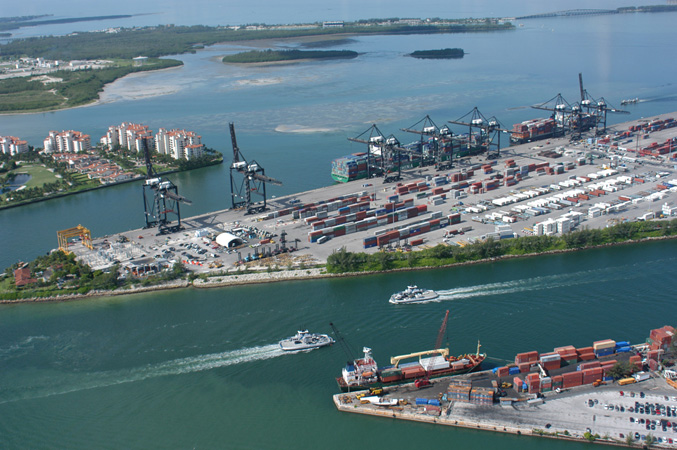
O Porto de Miami, o maior porto de navios de cruzeiro do mundo e sede de grandes empresas do setor, como a Norwegian Cruise Lines, Celebrity Cruises e a Royal Caribbean International.

O setor secundário responde por 12% do PIB da Flórida. A indústria de manufatura responde por 7% do PIB da Flórida, empregando cerca de 520 mil pessoas. O valor total dos produtos manufaturados no Estado é de 41 bilhões de USD. Os principais produtos industrializados na Flórida são computadores e produtos eletrônicos, equipamentos de transporte, alimentos industrialmente processados, produtos químicos e material impresso. A indústria de construção respondendo a 4,75% do PIB do Estado, e emprega cerca de 45 mil pessoas. A indústria de mineração responde por 0,25% do PIB do estado, e empregando cerca de 14 mil pessoas. Os principais recursos naturais minerados no Estado são fosfato e petróleo. A Flórida é uma dos principais produtoras de petróleo do país.

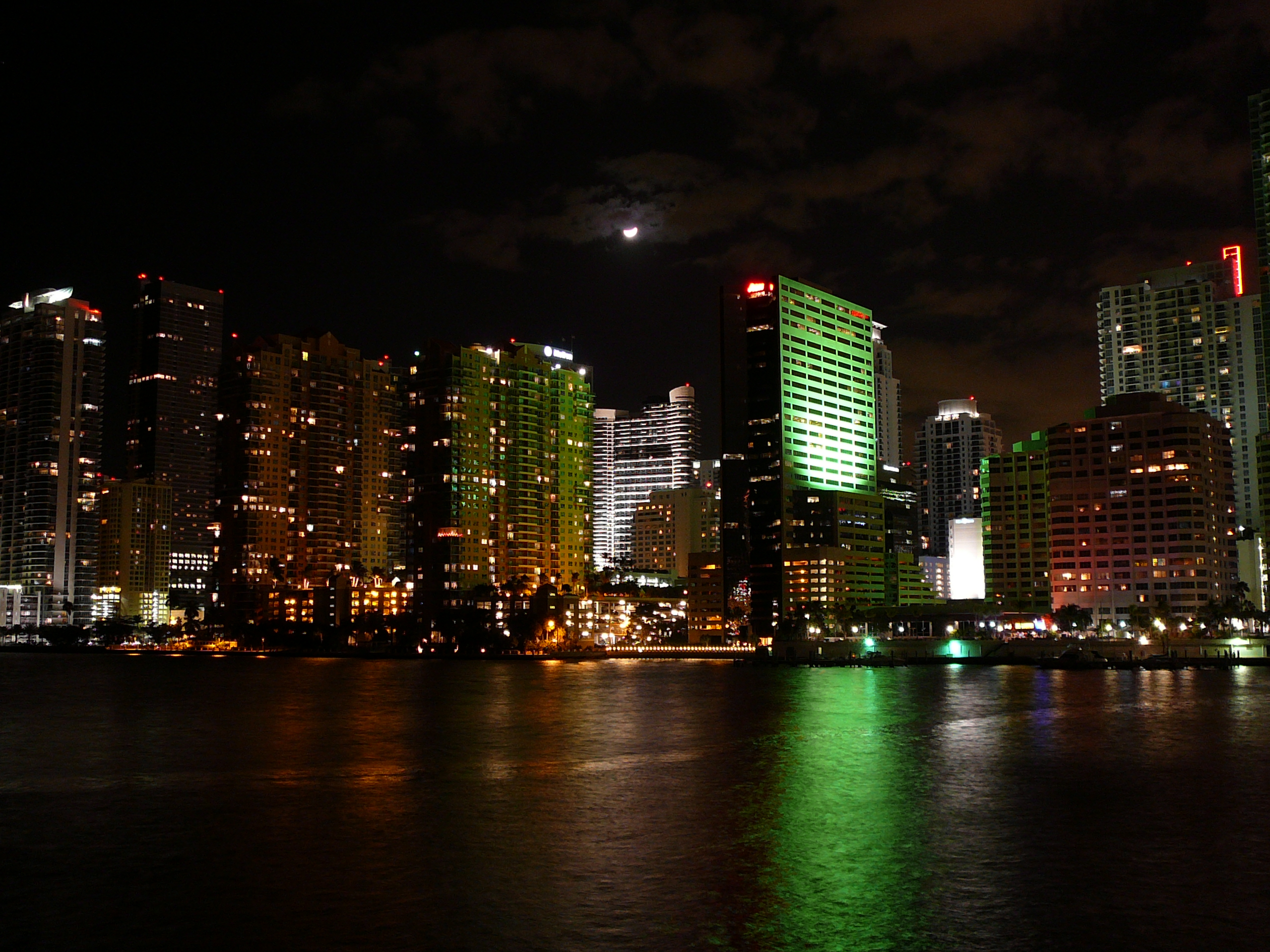
O Brickell Financial District em Miami tem a segunda maior concentração de bancos internacionais dos Estados Unidos.

O setor terciário responde por 86% do PIB da Flórida, presentes especialmente nas cidades de médio e grande porte. Cerca de 24% do PIB do Estado provém de serviços comunitários e pessoais, que empregam mais de três milhões de pessoas. O comércio por atacado e varejo emprega cerca de dois milhões de pessoas, e responde por 19% do PIB do Estado. O comércio da Flórida é estimulado pelo turismo. Aproximadamente 60 milhões de turistas procedentes de outras partes dos Estados Unidos, do Canadá, da América Latina e da Europa visitam anualmente o Estado, atraídas por atrações turísticas tais como suas praias, o Walt Disney World Resort ou o Cabo Canaveral. Serviços financeiros e imobiliários empregam 627 mil pessoas, e é responsável por mais de 22% do PIB da Flórida. Serviços governamentais empregam cerca de um milhão de pessoas e respondem por 12% do PIB estadual. Transportes, telecomunicações e utilidades públicas respondem por 9% do PIB do Estado, empregando 350 mil pessoas. 40% da eletricidade gerada no Estado é produzida por usinas termelétricas a carvão, 25% é produzida por usinas termelétricas a petróleo; e usinas nucleares e usinas termelétricas a gás natural produzem cada uma cerca 20% da eletricidade gerada no Estado.

## Infraestrutura

### Educação

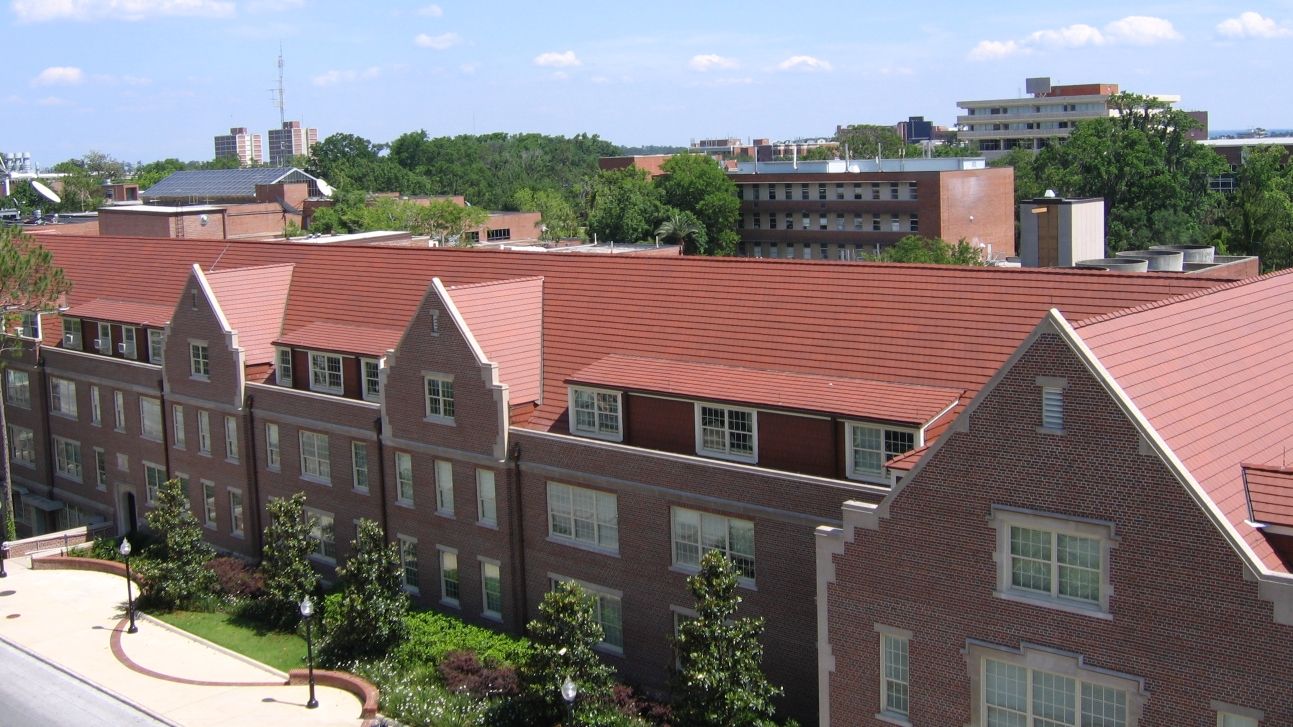
Vista de um câmpus da Universidade da Flórida, em Gainesville.

As primeiras escolas da Flórida foram fundadas por padres espanhóis durante o século XVII, com o objetivo de ensinar a crianças espanholas e indígenas a língua espanhola e a religião católica. Em 1868, o governo da Flórida criou um sistema de educação pública, passando a fornecer verbas a escolas públicas do Estado desde então. Este sistema desenvolveu-se lentamente de início, mas no início do século XX todas as cidades com mais de mil habitantes dispunham de ao menos uma escola pública.
Atualmente, todas as instituições educacionais na Flórida precisam seguir regras e padrões ditadas pelo Departamento de Educação da Flórida. Este Departamento controla diretamente o sistema de escolas públicas do Estado, que está dividido em diferentes distritos escolares. Cada cidade primária (city), diversas cidades secundárias (towns) e cada condado, é servida por um distrito escolar. Nas cidades, a responsabilidade de administrar as escolas é do distrito escolar municipal, enquanto em regiões menos densamente habitadas, esta responsabilidade é dos distritos escolares operando em todo o condado em geral. A Flórida permite a operação de escolas charter — escolas públicas independentes, que não são administradas por distritos escolares, mas que dependem de verbas públicas para operarem. Atendimento escolar é compulsório para todas as crianças e adolescentes com mais de seis anos de idade, até a conclusão do segundo grau ou até os dezesseis anos de idade.
Em 1999, as escolas públicas do Estado atenderam cerca de 2,381 milhões de estudantes, empregando aproximadamente 130,3 mil professores. Escolas privadas atenderam cerca de 290,9 mil estudantes, empregando aproximadamente 22,9 mil professores. O sistema de escolas públicas do Estado consumiu cerca de 13,534 bilhões de USD, e o gasto estadual das escolas públicas foi de aproximadamente 6 400 USD por estudante. Cerca de 82,8% dos habitantes do Estado com mais de 25 anos de idade possuem um diploma de segundo grau.

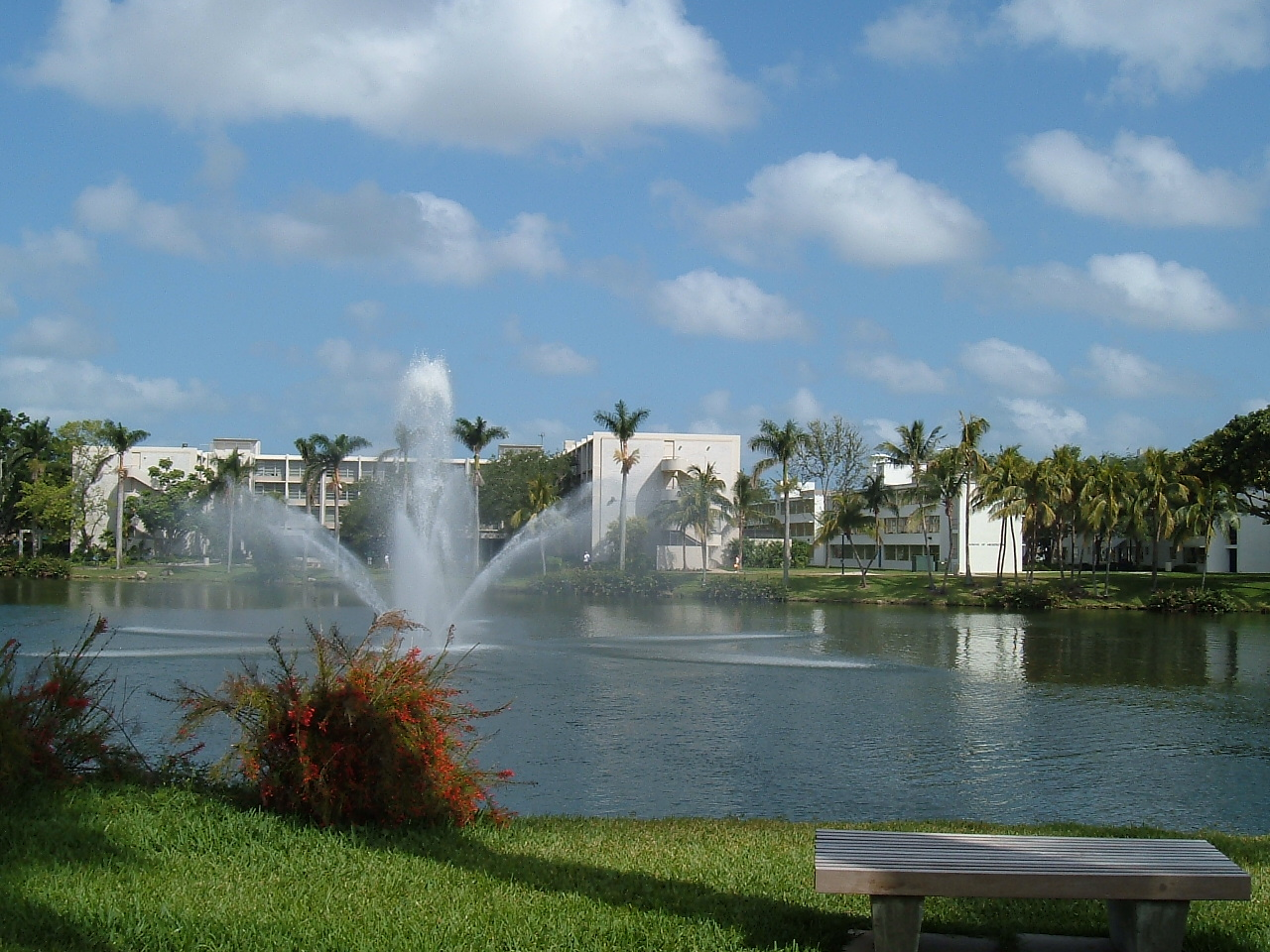
Universidade de Miami.

O investimento educacional per capita estudantil (por cada 1 000 USD coletados em imposto de renda) da Flórida está entre os mais baixos nos Estados Unidos, apesar de que os salários dos professores estão na média nacional. Não obstante, muitas das escolas públicas do estado estão constantemente entre os 25% piores do país, em estudos que analisam a nota média dos estudantes em provas. Deve-se notar, porém, que vários destes estudos não possuem valor científicos, mas sim, apenas medem prestígio. O ex-governador da Flórida, Jeb Bush, foi criticado por vários educadores do Estado por um programa estadual aprovado pelo seu governo, que penaliza escolas cuja média estudantil está abaixo dos padrões considerados bons, alegando que tais médias são baixas justamente por receberem verbas inadequadas do governo. Ou seja, este programa, ao invés de melhorar as escolas do estado, piora a já precária situação no sistema público de educação, segundo estes críticos.
Em 2000, o governador Jeb Bush e o Poder Legislativo da Flórida votaram em abolir o Conselho de Reitores que governavam o Sistema Universitário Estadual de Flórida. Atualmente, cada universidade pública é controlada por seu próprio conselho e pelo seu próprio reitor — todos indicados e escolhidos pelo governador. Como é de praxe em conselhos cujos membros são escolhidos diretamente pelo governador, a maioria dos membros — que foram escolhidos pelo governador Jeb Bush, um republicano — são republicanos, gerando uma controvérsia no sistema educacional do estado. Em 2002, o democrata Bob Graham iniciou um abaixo-assinado, pedindo de volta o antigo Conselho de Reitores estadual.
A primeira biblioteca da Flórida foi fundada em 1874, em St. Augustine. A primeira biblioteca pública da Flórida, por sua vez, foi criada em 1905, em Jacksonville. Atualmente, o Estado possui 72 sistemas de bibliotecas públicas, que movimentam anualmente uma média de 5 livros por habitante. A Universidade da Flórida (em inglês University of Florida) é uma das instituições educacionais mais prestigiadas do mundo, bem como a instituição de educação superior mais antiga dos Estados Unidos — atualmente parte do Sistema Estadual de Universidades da Flórida — fundada em 1853, em Ocala. Atualmente, o Estado possui 161 instituições de educação superior, dos quais 40 são públicas e 121 são privadas.
A Wikimedia está sediada em São Petersburgo, Flórida.

### Transportes e telecomunicações

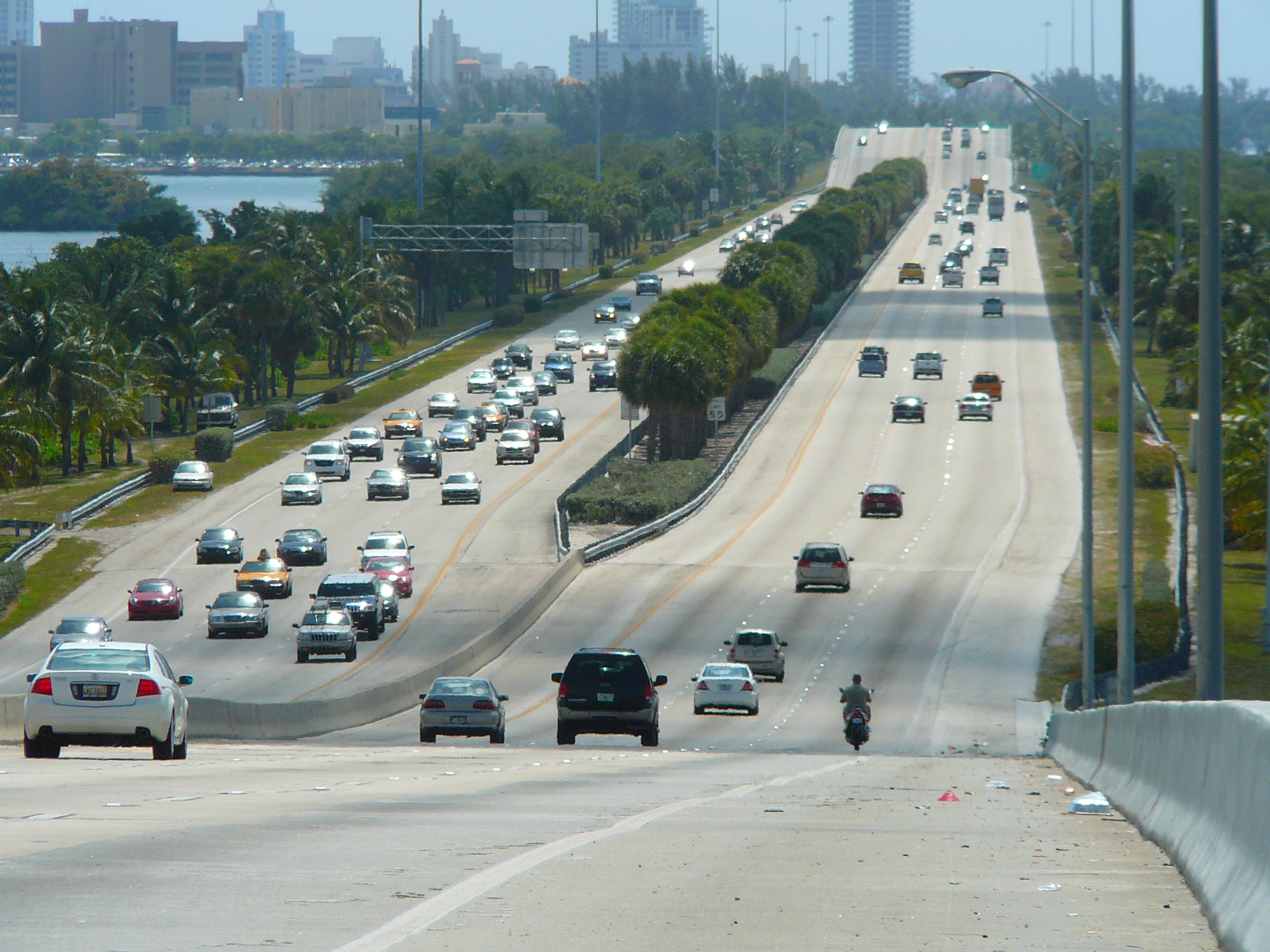
Trecho da Interstate 195 em Miami.

As rodovias estaduais da Flórida, bem como rodovias federais que cruzam o país, são administradas pelo Departamento de Transportes da Flórida, encarregada da manutenção e da vigilância da grande maioria das vias públicas interurbanas do Estado. Várias das rodovias do Estado são pedagiadas. A Greyhound fornece serviço de ônibus interurbano entre diferentes cidades do estado, mas muitos dizem que este serviço é ineficiente e devagar. Uma viagem entre Tampa e Miami, distanciadas a quatro horas de carro, pode durar dez horas pela Greyhound. Em 2003, a Flórida possuía 190 725 km de vias públicas, dos quais 2 361 km eram rodovias interestaduais, considerados parte do sistema federal rodoviário dos Estados Unidos.
Os habitantes do Estado possuem a escolha de escolher a placa de licença para seus veículos. São cerca de 100 tipos de placas disponíveis a serem escolhidas, cada um com características próprias. Há placas para vários temas e assuntos como temas ambientais, bem como placas de várias organizações e instituições de ensino superior.
Em 2000, a maioria da população da Flórida votou a favor da construção de uma ferrovia de alta velocidade, que conectará as maiores cidades do Estado. Porém, em 2004, o governador Jeb Bush conseguiu em um processo remover a emenda que aprovava a construção da ferrovia, alegando que os custos econômicos da construção de tal ferrovia seriam muito altas. Porém, os proponentes da ferrovia alegam que tais custos extras foram exagerados pelo governador, e que os custos da manutenção de estradas e automóveis são superiores à de uma ferrovia de alta velocidade. De fato, o estado possui serviço ferroviário interurbano, que é de responsabilidade da Amtrak, mas não é extensivo ou frequente o suficiente para nada além de viagens de turismo. Em 2002, a Flórida possuía 4 561 km de ferrovias.
A maioria das grandes cidades da Flórida possui serviços de transporte público. A maioria das cidades no estado fornecem aos seus habitantes um serviço regular de ônibus, embora Miami seja a única cidade do estado que possua um metrô (uma linha de monocarril), sendo uma das duas cidades do Sul-americano a possuir um sistema de metrô, a outra sendo Atlanta. Porém, o serviço destes ônibus é muitas vezes criticado por receber verbas inadequadas, e por ser relativamente pouco usada, não atendendo apropriadamente a demanda pública em vários casos. Trens de alta velocidade, monocarris e serviços de ônibus melhorados foram propostos várias vezes para tentar remediar esta situação.
Todas as grandes cidades da Flórida possuem aeroportos. Os principais são o Aeroporto Internacional de Orlando, o Aeroporto Internacional de Miami, o Aeroporto Internacional de Fort Lauderdale e o Aeroporto Internacional de Jacksonville.
O primeiro jornal publicado no Estado foi o East Florida Gazette, que foi publicada pela primeira vez em 1783 em St. Augustine, quando a Flórida estava sob controle britânico. O jornal foi criado por um britânico, William Charles Well, que criara o jornal para criticar os colonos americanos que lutavam contra o Reino Unido na Revolução Americana de 1776. Porém, os americanos venceriam a guerra pela independência, e Well foi forçado a fugir para o Reino Unido, tendo a Flórida sido anexada ainda no mesmo ano pela Espanha. O jornal mais antigo do Estado ainda em circulação é o The Florida-Times Union, impressa pela primeira vez em 1864 em Jacksonville. Atualmente, cerca de 300 jornais são impressos no Estado, dos quais cerca de 50 são diários. Diversos destes jornais são impressos em espanhol, e voltados à grande comunidade hispânica da Flórida. Cerca de 450 periódicos são impressos no Estado.
A primeira estação de rádio da Flórida foi fundada em 1922, e a primeira estação de televisão foi fundada em 1949, ambas em Miami. Atualmente, o Estado possui cerca de 340 estações de rádio e 70 estações de televisão.

## Cultura

### Símbolos do Estado
- Árvore: Sabal palmetto
- Bebida: Suco de laranja
- Cognomes:
  - Sunshine State
  - Everglade State (não oficial)
  - Orange State (não oficial)
- Concha: Strombus gigas
- Flor: Citrus sinensis
- Fóssil: Trilobita
- Fruta: Laranja
- Inseto: Heliconius charitonius
- Lema: In God We Trust (Em Deus Confiamos)
- Mamífero: Peixe-boi
- Música: Old folks at home (Antigos amigos em casa)
- Pássaro: Mimidae
- Peixe de água doce: Micropterus salmoides
- Peixe de água salgada: Peixe-vela
- Réptil: Alligator mississippiensis

## Desporto

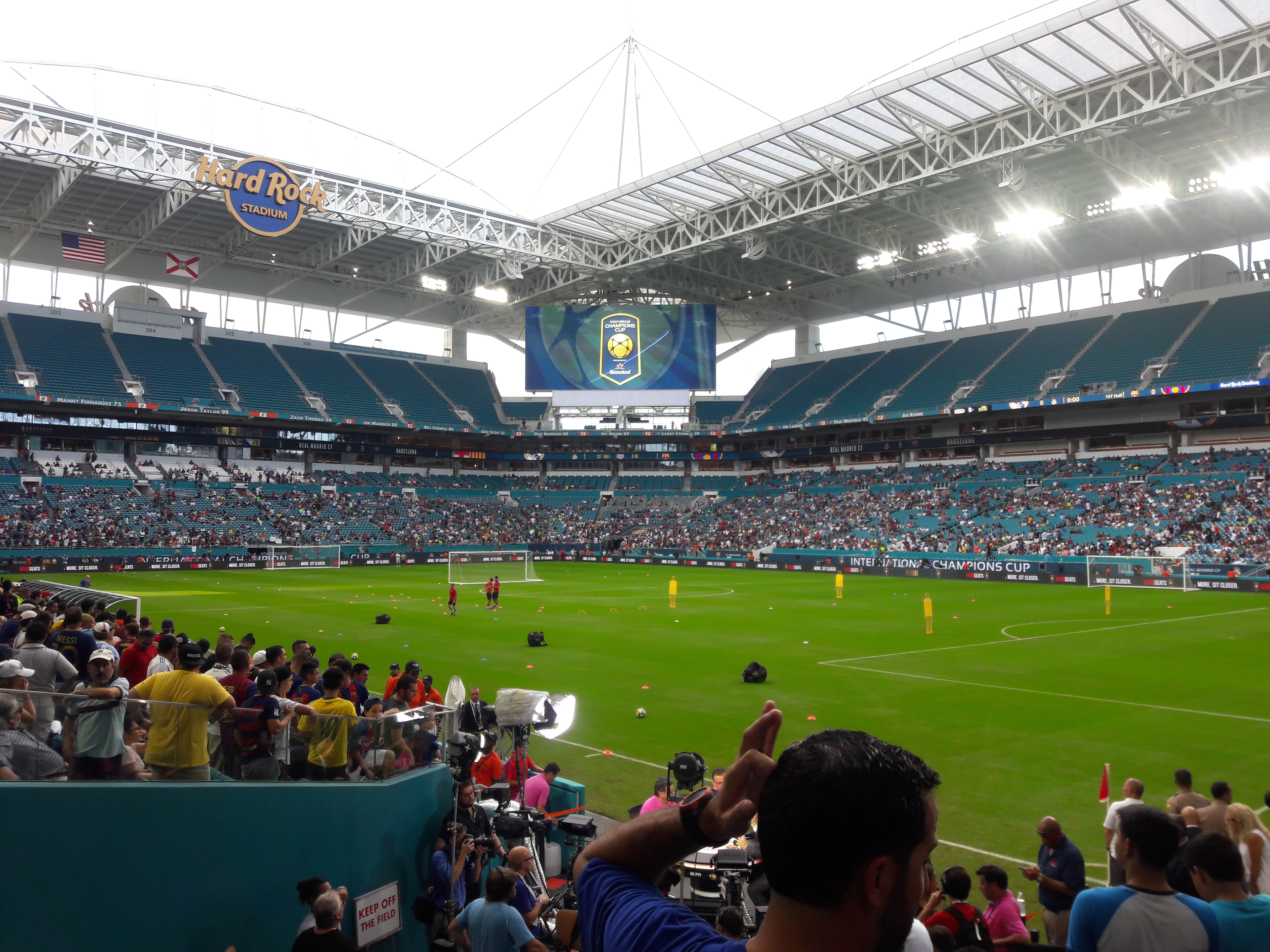
Hard Rock Stadium, em Miami Gardens, casa do Miami Dolphins.

A Flórida é um dos mais importantes estados dos Estados Unidos em relação ao desporto, nas principais ligas, o estado possui 3 times na NFL (Jacksonville Jaguars, Miami Dolphins e Tampa Bay Buccaneers), 2 times na MLB (Miami Marlins e Tampa Bay Rays), dois times na NBA (Miami Heat e Orlando Magic), dois na NHL (Tampa Bay Lightning e Florida Panthers), e um time da MLS em 2015, desde 1991, a Flórida concede incentivos fiscais a equipes esportivas.
A Flórida abriga a sede da NASCAR, o circuito de Daytona International Speedway em Daytona Beach onde é realizada a principal corrida da categoria, as 500 Milhas de Daytona, no estado também recebe corridas da categoria no circuito de Homestead-Miami Speedway em Homestead, também tem o Walt Disney World Speedway que já recebeu corridas da categoria, mas atualmente encontra-se desativado.
Também abriga a sede da PGA de golfe, também hospeda o Miami Masters, evento da ATP de tênis.
No futebol americano universitário, destacam-se Florida Gators, Miami Hurricanes e Florida State Seminoles, no basquetebol universitário destaca-se o Florida Gators.